# Mănăstirea Slatina
Mănăstirea Slatina este o mănăstire ortodoxă din România, construită între anii 1553-1564 în satul Slatina din comuna Slatina (județul Suceava) de către domnitorul Alexandru Lăpușneanu. Biserica mănăstirii are hramul Schimbarea la Față (sărbătorit în fiecare an pe 6 august).
Mănăstirea Slatina a îndeplinit rolul de necropolă domnească a Moldovei (1522-1677), aici aflându-se mormântul domnitorului Alexandru Lăpușneanu (1552-1561, 1564-1568), al Doamnei Ruxandra (fiica lui Petru Rareș) și ale celor două fete ale lor.
Mănăstirea Slatina a fost inclusă pe Lista monumentelor istorice din județul Suceava din anul 2015, având codul de clasificare SV-II-a-A-05644  și fiind formată din 7 obiective:
- Biserica "Schimbarea la Față" - datând din 1553-1564 și având codul SV-II-m-A-05644.01;
- Trapeza - datând din 1561 și având codul SV-II-m-A-05644.02;
- Paraclisul "Sf. Nicolae" - datând din 1834 și având codul SV-II-m-A-05644.03;
- Paraclisul "Sf. Trei Ierarhi" - datând din sec. XIX și având codul SV-II-m-A-05644.04;
- Turnurile - datând din sec. XIX și având codul SV-II-m-A-05644.05;
- Cișmeaua - datând din 1591 și având codul SV-II-m-A-05644.06;
- Zidul de incintă - datând din 1834 și având codul SV-II-m-A-05644.07.

## Istoric

### Ctitorirea mănăstirii

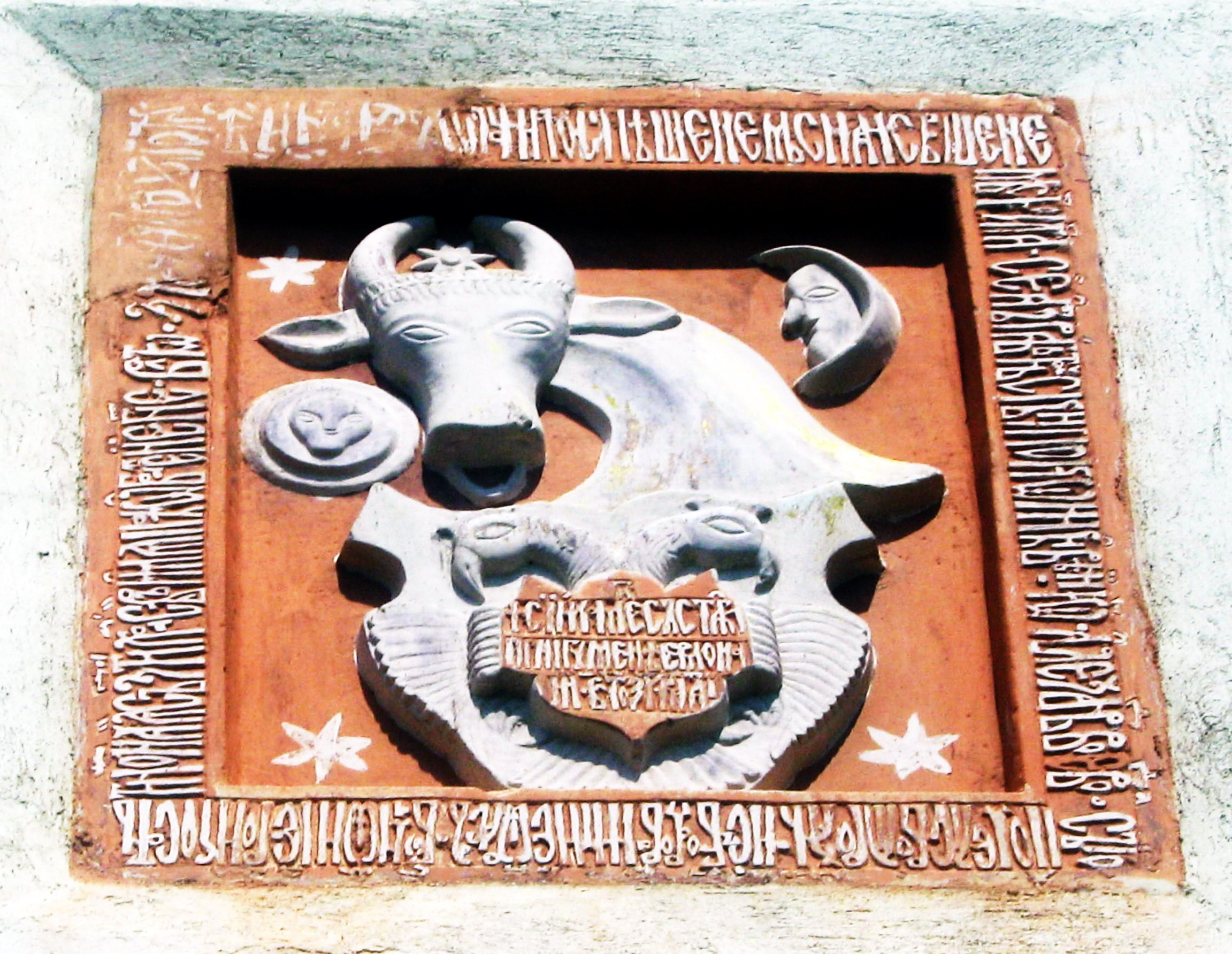
Pisania bisericii

Mănăstirea Slatina se află la o distanță de circa 28 km nord-vest de orașul Fălticeni, într-o zonă împădurită de la poalele Munților Stânișoarei, pe valea pârâului Suha Mică. Numele Mănăstirii Slatina provine de la un izvor cu apă sărată (slatină) aflat în apropiere, care a secat în timp.
Istoria zidirii mănăstirii se pierde în negura timpului. Legendele spun că aici trăia un sihastru cu numele de Pahomie care l-ar fi sfătuit pe domnitorul Lăpușneanu să zidească o mănăstire pe locul unde creștea un paltin. Până atunci, sihastrul se nevoia într-o bisericuță de lemn.
Ctitorul Mănăstirii Slatina este Alexandru Lăpușneanu, domnitorul Moldovei (1552-1561, 1564-1568). Cronicarul Eftimie, care a devenit ulterior episcop al Rădăuților (1558-1561), a scris o Cronică în limba slavonă, a cărei figură principală este Alexandru Lăpușneanu. El a scris că zidirea mănăstirii a fost începută în anul 1553 și a fost finalizată în a doua domnie a lui Lăpușneanu, în anul 1564. Domnitorul ar fi fost condus în acest loc de către sihastrul Pahomie. El l-a numit ca întâiul egumen pe Iacob zis și Molodeț, adică cel vrednic.
Cronicarul moldovean Ion Neculce (1672 - circa 1745) relatează în lucrarea sa O samă de cuvinte următoarea legendă despre întemeierea Mănăstirii Slatina: "Alexandru-vodă Lăpușneanul, fiind domnu, au făcut mănăstirea Slatina. Și așè dzicu oamenii că, trăind un săhastru acolo și fiind un paltin, copaciu mare, unde este acum prestolul în oltariu, vidè acel săhastru spre duminici și spre alte dzile mari multe lumini întru acel paltin la vremea slujbii bisericii. Și i s-au arătat Maica Precistă în vis și i-au dzis să margă la Alexandru-vodă, să-i facă mănăstirea. Și mergând săhastrul la Alexandru-vodă, s-au îndemnat Alexandru-vodă de săhastru de au făcut mănăstirea Slatina întru acel loc, unde au fost paltinul. Și au adus și capul Sfântului Grigorie Bogoslov, de stă până astădzi la sfânta mănăstire la Slatina, ferecat cu argint și cu pietri scumpe." 
La punerea pietrei de temelie a bisericii Mănăstirii Slatina a participat alături de domnitorul moldovean și Patriarhul Ioasaf al Constantinopolului. Cronicarul Grigore Ureche a scris că sfințirea bisericii a avut loc la 14 octombrie 1558 (7066) și a fost celebrată de mitropolitul Grigorie Roșca, înconjurat de un sobor de 116 preoți și diaconi. ("Mai apoi, domnind Alixandru vodă țara, întru lauda lui Dumnezeu au zidit mănăstirea Slatina, cu multă chieltuială și osârdie și o au sfințit-o Grigorie mitropolitul și la sfințenie zic să fie fost preoți cu diiaconi 116. Aceasta s-au lucrat în anul 7066 (1557) și o au sfințit-o octovrie 14.") 
Constructorii bisericii au fost meșteri locali și din Transilvania. S-au folosit multe materiale de import: marmură de Hațeg (la pardoseală, cele cinci pietre de mormânt și alte ornamente sculptate), călți de cânepă și in din Transilvania (la tencuială, aplicându-se peste ea pictură în frescă) și plumb din Polonia (la acoperiș). După sfințirea bisericii, s-au clădit în următorii ani casa domnească, chiliile călugărești, zidurile împrejmuitoare prevăzute cu bastioane la colțuri. Mănăstirea Slatina a fost astfel fortificată.
În noiembrie 1561, Alexandru Lăpușneanu a fost alungat de pe tron de către aventurierul grec Ioan Iacob Heraclid (Despot Vodă), sosit cu oaste străină. După cum relatează Grigore Ureche, pentru a plăti oastea străină care l-a adus pe tron, acesta "puse pre țară greotăți mari, biséricile dezbrăca, arginturile le lua, de făcea bani și altile câte nu au zis țara că va vedea". Și Mănăstirea Slatina a avut de suferit atunci.
În anul 1568, după cum relatează tot Grigore Ureche, Alexandru Lăpușneanu s-a îmbolnăvit grav și a cerut să fie călugărit. Intrând în agonie, el a fost tuns în monahism cu numele de Pahomie (după numele sihastrului care l-ar fi îndemnat să construiască mănăstirea). Revenindu-și și văzând că a fost călugărit, Lăpușneanu a amenințat că după ce-și va reveni din boală o să popească și el pe unii. Știind că domnitorul a făptuit multe omoruri, boierii și Doamna Ruxanda l-au otrăvit și acesta a murit. El a fost înmormântat "cu cinste" în biserica Mănăstirii Slatina.

### Distrugeri suferite în timp
Această mănăstire fortificată a suferit stricăciuni imediat dupa moartea ctitorului ei. Domnitorul Ioan Vodă cel Cumplit (1572-1574) a spoliat mănăstirea de odoarele sale, folosind o parte din argintărie ca să bată monedă. Din cauză că s-a opus, starețul Iacob Molodeț a fost îngropat de viu.
Noul egumen, ieromonahul Nil, s-a îngrijit de realizarea pisaniei, care a fost amplasată la 8 aprilie 1582 deasupra intrării în biserică. Piatra care conține pisania are formă pătrată, având în centru stema Moldovei (bourul). Inscripția în limba slavonă este săpată pe marginea pietrei și are următorul text: "Cu voia Tatălui și cu ajutorul fiului și cu săvârșirea Sfntului Duh, adică eu robul lui Dumnezeu, răposatul întru credință Alexandru Voievod cu Doamna sa Ruxandra și cu de Dumnezeu dăruitele lui odrasle: Bogdan, Ioan, Petru și Constantin, a început a zidi hram întru numele Schimbării la Față a Domnului, în anul 7069" (1561). Pe scutul stemei, stă scris cu litere mai mici următoarele: "Această piatră s-a pus în zilele egumenului Nil, în (anul) 7090 luna aprilie 8" (1582).
În timpul domniei lui Vasile Lupu (1634-1653), biserica este restaurată, construindu-se și un rând nou de chilii, așa cum reiese dintr-un document din anul 1641. În anul 1691, au intrat în Moldova oștile poloneze ale regelui Ioan Sobieski al III-lea. Atunci, mănăstirea a fost jefuită și a rămas în ruină timp de o jumătate de secol. Războaiele ruso-turce din secolul al XVIII-lea au fost însoțite de jafuri, arderi și distrugeri, iar mănăstirea a fost pustiită.
Abia pe la începutul secolului al XIX-lea se iau măsuri de repopulare a Mănăstirii Slatina și se încep lucrări de restaurare care vor dura până către mijlocul secolului. Dar în 1821 se va refugia acolo grupul de luptători eteriști condus de Iordache Olimpiotul, care era urmărit de turci. Călugării au fugit atunci în păduri, luând cu ei cărțile și odoarele pe care le-au putut duce. Cu acest prilej, mănăstirea va suferi un asediu dur și va fi arsă și jefuită. Scriitorul Alecu Beldiman (1760-1826) descrie, în poemul "Tragodia sau mai bine a zice jalnica Moldovii întîmplare după răzvrătirea grecilor, 1821", starea Mănăstirii Slatina după trecerea eteriștilor:
Păcat de a sa pardoseală, că în Moldova alta nu-i,

Toată de marmură roșie, te sfiai picior să pui.

Catapeteasma și strana bucățică n-au rămas

Toate cele dinlăuntru s-au topit, focul le-a ars.

### Restaurarea complexului

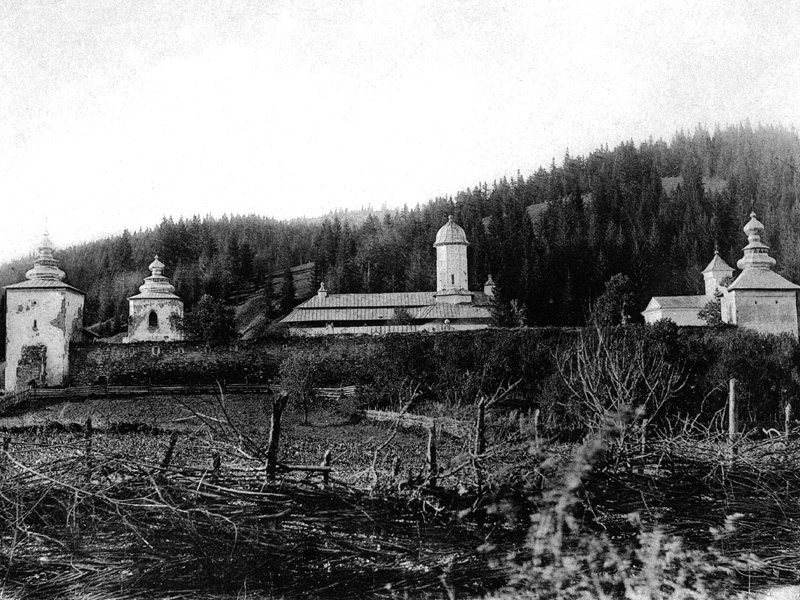
Mănăstirea Slatina - fotografie de epocă din perioada 1901-1904. A fost realizată de Alexandru Antoniu (1860-1925) și publicată în "Album general al României: compus din 300 tablouri reprezentînd monumentele istorice și contimporane, posițiuni pitoresci, Domeniul Coroanei și costume naționale cu descrierea istorică și pitorească" (Dresden, C. G. Röder, 1901-1904).

Începând din anul 1823, Mănăstirea Slatina a fost restaurată prin osârdia mitropolitului Veniamin Costachi și a arhiereului Filaret Beldiman "Apamias", care a condus o lungă perioadă mănăstirea ca stareț.
Între anii 1823-1828 s-au efectuat lucrări de restaurare a bisericii (s-a demolat zidul despărțitor dintre încăperea mormintelor și naos, s-a repictat biserica) și s-au pus acoperișuri noi de tablă și coloane masive de stejar arhondaricului de lângă poartă. Tot atunci, au fost dărâmate încăperile și beciurile de pe latura estică a Casei Domnești, lungimea clădirii reducându-se la jumătate. De asemenea, au fost modificate tavanele încăperilor și acoperișul. În această clădire a fost amenajată trapeza mănăstirii. Au fost demontate ghizdurile fântânii și s-au depozitat într-una din încăperile ruinate ale trapezei.
Între 1829-1834, arhiereul Filaret Beldiman (1781-1844) a refăcut din temelie turnul de poartă de pe latura de est, așezând o inscripție de 15 versuri, pe o tablă de aramă, care "s-au săpat de Nazarie ieromonahul în Iași, 1834". Tot atunci au fost demolate chiliile din dreapta turnului, iar în partea stângă a fost construit un corp de chilii cu parter și etaj, având un pridvor deschis, susținut pe coloane neoclasice de lemn. În această clădire a funcționat între anii 1881-1932 un spital (bolniță pentru bolnavi). De asemenea, a fost demolată o clădire cu trei încăperi spațioase, care era lipită de turnul de sud-vest și de zidul sudic. În 1830 s-au turnat două clopote, tot pe cheltuiala arhiereului.
După ce s-a retras din scaunul mitropolitan al Moldovei la 18 ianuarie 1842, Veniamin Costachi (1772-1846) s-a stabilit la Mănăstirea Slatina, unde a tradus 3 volume din "Lucrările lui Teodoret de Cyr" și lucrarea "Îndeletnicire despre buna murire" de Evghenie Vulgaris. Fostul mitropolit a lăsat mănăstirii veșminte, cărți și ultimele sale manuscrise. El a murit acolo la 18 decembrie 1846, fiind înmormântat în afara bisericii, la dorința sa, ca un simplu călugăr. La 30 decembrie 1886, din dispoziția mitropolitului Iosif Naniescu, osemintele lui Veniamin Costachi au fost deshumate și așezate în Catedrala Mitropolitană din Iași, ctitoria sa.
Ulterior și mitropolitul Sofronie Miclescu (1790-1861) s-a retras la Mănăstirea Slatina, după ce a părăsit scaunul mitropolitan al Moldovei, la 18 ianuarie 1861. El a murit acolo la 18 mai 1861, dar a fost înmormântat la Mănăstirea Neamț.
În anul 1915, mănăstirea a fost vizitată de Regina Maria, însoțită de principele moștenitor Carol și principesele Elisabeta și Maria.
Aflată în apropierea graniței Regatului României cu Austro-Ungaria (care stăpânea Bucovina), Mănăstirea Slatina a avut un rol important în timpul primului război mondial. Călugării tineri au mers pe front ca infirmieri, iar călugării bătrâni au îngrijit răniții aduși de pe câmpul de luptă. Luptele desfășurate în apropiere au dus la ruinarea bisericii și a întregii așezări mănăstirești. Complexul monahal a fost renovat în anul 1932, la îndemnul mitropolitului Pimen Georgescu al Moldovei, din fondurile exproprierii moșiilor pe care le-a avut mănăstirea în Basarabia. Lucrările au fost coordonate de inginerul Boiu, cu purtarea de grijă a arhimandritului Teofil Luca, starețul mănăstirii.
La 30 august 1949, arhimandritul Cleopa Ilie (1912-1998), pe atunci egumen al Mănăstirii Sihăstria, a fost solicitat de Patriarhul Justinian Marina pentru a-și lua 30 de călugări din obștea Mănăstirii Sihăstria și a se duce ca stareț la Mănăstirea Slatina, pentru a înnoi obștea și viața duhovnicească de acolo. Printre călugării care au viețuit acolo în acea perioadă sunt de menționat: arhimandritul Dosoftei Moraru - mare eclesiarh, protosinghelul Petroniu Tănase - care a organizat corul, protosinghelul Gherontie Bălan, ieromonahul Paisie Olaru - duhovnic al mănăstirii între 1949-1953, ieromonahul Arsenie Papacioc - care a viețuit aici între anii 1952-1958, ieroschimonahul Daniil Sandu Tudor - care a viețuit aici între 1952-1954, ierodiaconul Antonie Plămădeală - care a viețuit aici între anii 1950-1954, lucrând ca profesor la școala monahală și fiind hirotonit ieromonah (1953), teologul Andrei Scrima - tuns în monahism la Slatina etc.
Starețul Cleopa a condus Mănăstirea Slatina până în anul 1956, întemeind o obște care a ajuns la peste 80 de viețuitori. A pus în bună rânduială sfintele slujbe de zi și de noapte și Sfânta Liturghie, organizând o școală monahală pentru frați. În plus, Mitropolia Moldovei și Sucevei l-a însărcinat pe arhimandritul Cleopa să supravegheze și să îndrume viața duhovnicească a mai multor mănăstiri din împrejurimi: Putna, Moldovița, Râșca, Sihăstria și schiturile Sihla și Rarău, după modelul Mănăstirii Slatina. Acei ani au fost ani de prigoană, părintele Cleopa fiind anchetat de Securitate și nevoit să se refugieze în Munții Stănișoarei între anii 1952-1954, împreună cu ieromonahul Arsenie Papacioc.
La începutul anului 1956, arhimandritul Cleopa s-a retras din ascultarea de stareț al Mănăstirii Slatina, în locul său fiind numit protosinghelul Emilian Olaru. Între anii 1955-1960, au fost efectuate importante lucrări de restaurare și reparații la biserică, la corpul de chilii și la paraclis. Pe vechile fundații ale clădirii aflate odinioară lângă zidul sudic al incintei, a fost ridicată între anii 1955-1958 un edificiu nou, pe restul porțiunii până la turnul de sud-est fiind reconstruit drumul de strajă.
În urma Decretului 410/1959, Mănăstirea Slatina a fost desființată, iar călugării au fost alungați. În august 1962, viața monahală a fost reluată aici, dar cu obște de călugărițe. Conform unor surse, se pare că scriitorul Mihail Sadoveanu a intervenit pentru redeschiderea mănăstirii.
Alte lucrări de renovare s-au efectuat între anii 1968-1973, când s-au restaurat chiliile de pe latura de est, turnul porții și turnul-clopotniță.
Printre stareții Mănăstirii Slatina sunt de menționat următorii:
- Calinic Miclescu (1822-1886) - a fost egumen al Slatinei între anii 1851-1858; a fost hirotonit la 2 februarie 1855 ca arhiereu titular cu titlul "Hariupoleos". A devenit ulterior mitropolit al Moldovei și apoi mitropolit primat al României.[15]
- Cleopa Ilie (1912-1998) - a fost stareț la Slatina (1949-1956). Este unul dintre cei mai cunoscuți duhovnici români.
- Adrian Hrițcu (1926-2013) - a fost egumen (1957) și apoi stareț la Slatina (1959); în anul 1959 este transferat ca preot slujitor la Catedrala Mitropolitană din Iași și apoi devine episcop-vicar al Arhiepiscopiei Iașilor (1973-1980), episcop-vicar al Arhiepiscopiei misionare ortodoxe române pentru Europa Centrală și Occidentală, cu sediul la Paris (1980-1982) și apoi arhiepiscop al aceleiași eparhii (1982-1990).

### Centru de cultură
În decursul timpului, Mănăstirea Slatina a fost un mare centru de cultură și artă medievală românească. Ctitorul a înființat aici o bibliotecă cu cărți tipărite și manuscrise, precum și o școală de muzică, la care au învățat și tineri din Galiția. Aici s-au lucrat cu multă măiestrie țesături, broderii, miniaturi, s-au copiat cronici.
Mănăstirea Slatina a reprezentat un centru de cultură slavonă. Aici a viețuit cronicarul Isaia, devenit apoi egumen al mănăstirii și apoi episcop al Rădăuților (1572-1580). El a copiat Letopisețul de la Putna (scris în limba slavonă înainte de 1561 și considerat cea mai veche cronică din Moldova), un cronograf până la 1425, o cronică bulgărească și una sârbească. Când a devenit episcop la Rădăuți, el a lăsat la Slatina o adevărată școală de caligrafi și miniaturiști.
În 1844-1845, Veniamin Costachi a tradus la Slatina 3 volume din "Lucrările lui Teodoret de Cyr". La sfârșitul anului 1844 a tradus "Îndeletnicire despre buna murire" de Evghenie Vulgaris.
La jumătatea secolului al XIX-lea, la Mănăstirea Slatina a funcționat o Școală Gregoriană destinată pregătirii viitorilor clerici.

## Biserica "Schimbarea la Față"
Biserica "Schimbarea la Față" este o capodoperă a arhitecturii medievale românești și se remarcă prin somptuozitate, rafinamentul artistic, măiestria și complexitatea ornamentației.

### Arhitectura bisericii

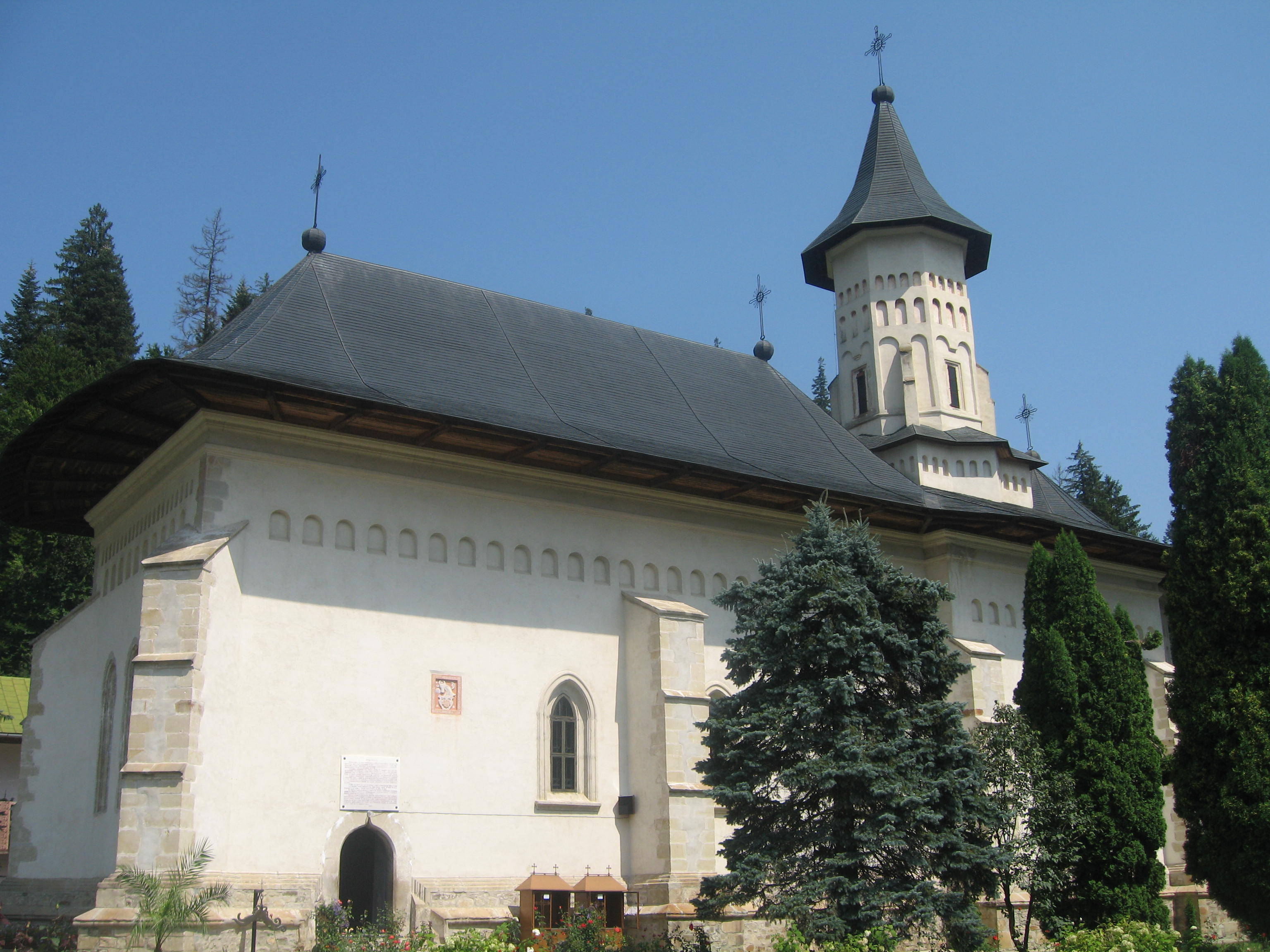
Biserica "Schimbarea la Față"

Biserica "Schimbarea la Față" este construită din piatră brută cu amestec de cărămidă de către meșteri pietrari bistrițeni, care au îmbinat elemente de arhitectură medievală tradițională cu elemente moderne. După unele opinii, ea se aseamănă ca plan cu Biserica Sfântul Ioan din Piatra Neamț (ctitorită de Ștefan cel Mare) , iar după altele cu biserica Mănăstirii Probota. Ea are dimensiuni monumentale (40 m lungime și 36 m înălțime), fiind considerată printre cele mai înalte biserici din Moldova.
Biserica are plan triconc, cu abside laterale înscrise în grosimea zidului și cu o turlă octogonală deasupra naosului. Zidurile sunt susținute de 9 contraforturi (două în colțurile dinspre vest, câte trei pe laturile de nord și de sud și unul mic în axul absidei altarului). Edificiul este înconjurat de un singur rând de ocnițe, dispuse sub streașină. Absida altarului este decorată cu 13 firide alungite. Turla este de formă octogonală și se înalță pe o bază stelată, înecată pe jumătate în acoperiș. Ea este împodobită cu firide și ocnițe.
Intrarea în lăcașul de cult se face prin două uși dispuse pe laturile de nord și de sud ale pridvorului, cu ancadramente de piatră terminate în acoladă. Cea din partea de nord a fost închisă însă. Ferestrele sunt largi și au ancadramente de piatră în stil gotic.
Interiorul bisericii este împărțit în mai multe încăperi: pridvorul închis, pronaosul, încăperea mormintelor, naosul și altarul. Pridvorul are la partea superioară o boltă semicilindrică dispusă transversal, susținută de două arce dublouri. Încăperea este iluminată prin trei ferestre dispuse pe peretele dinspre vest, cu ancadramente în stil gotic.
Printr-o ușă încadrată de muluri, în arc frânt, se intră în pronaos. Această încăpere are două calote sferice, separate printr-un arc transversal, întărit de nervuri și de pilaștri de piatră angajați. Din pronaos se intră în naos printr-un portal în stil gotic, încadrat de muluri sculptate. Încăperea mormintelor a fost desființată în secolul al XIX-lea, prin demolarea peretelui despărțitor. Astfel, s-a realizat o lărgire a naosului. Deasupra naosului se află cupola centrală cu o turlă înălțată pe sistemul obișnuit al arcelor moldovenești.

### Iconografia

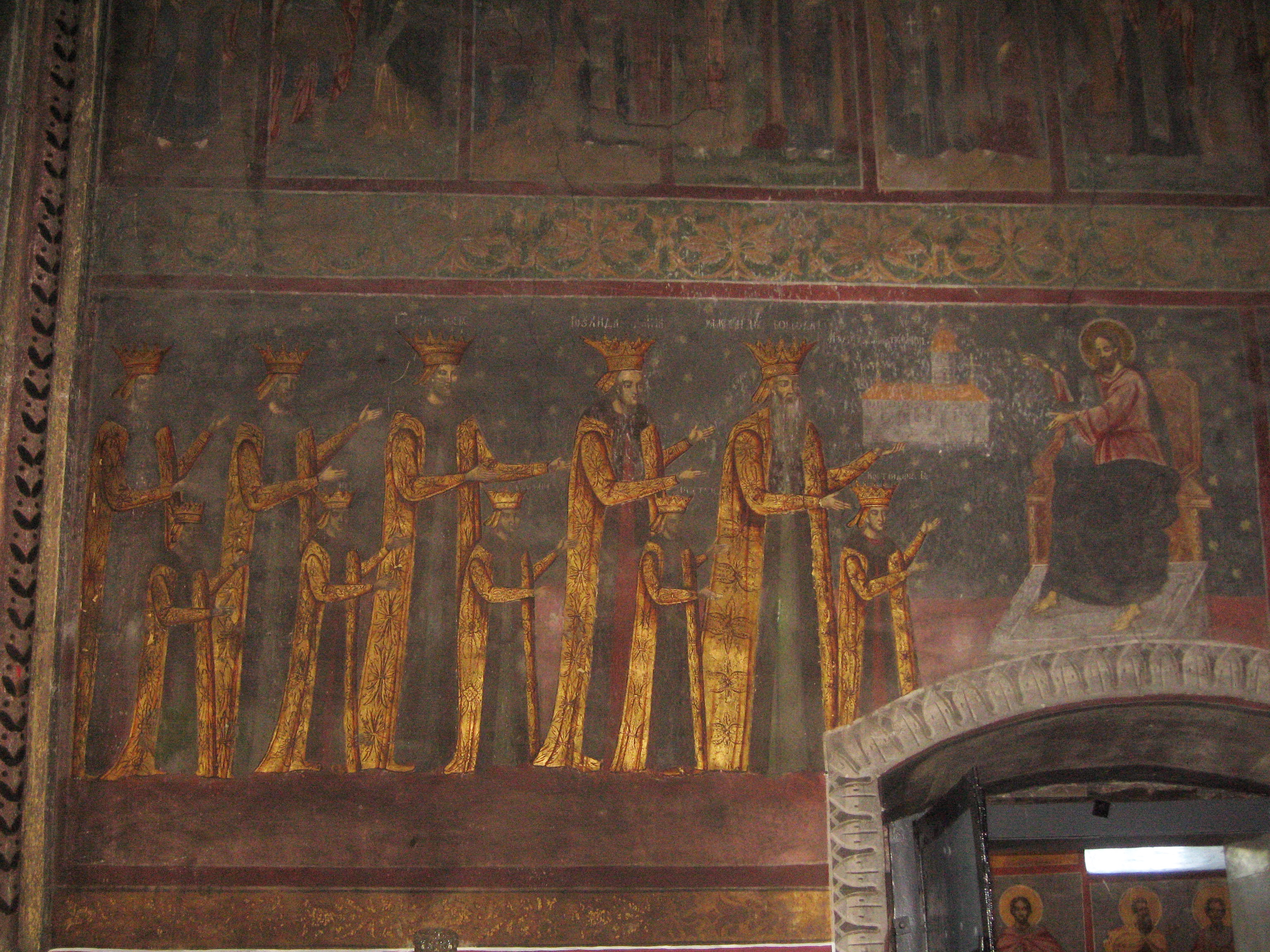
Tabloul votiv

Pictura originală a bisericii a fost realizată în secolul al XVI-lea de zugravi necunoscuți din Moldova. Ea a fost distrusă în timpul luptelor din 1821 dintre eteriștii refugiați în mănăstire și turci, când biserica a fost incendiată.
Pictura a fost refăcută după cea originală de pictori anonimi, fiind realizată în frescă, în stil neo-bizantin. O inscripție pe peretele de la intrarea în pronaos precizează că repictarea lăcașului de cult a fost finalizată în anul 1828. "Intra-voi în casa Ta, închina-mă-voi spre sfânta biserica Ta, întru frica Ta. Doamne povățuiește-mă întru dreptatea Ta; pentru vrăjmașii mei îndreptează înaintea Ta calea mea. 1828 iulie 20".
Pe peretele vestic al pronaosului, în stânga intrării, se află tabloul votiv în care este reprezentată întreaga familie a ctitorului: domnitorul Alexandru Lăpușneanu, Doamna Ruxandra și cei 8 fii (4 băieți și 4 fete).
În exterior, biserica n-a avut pictură exterioară, fiind acoperită cu un strat de tencuială.

### Odoare de preț
Printre odoarele de preț de care dispune Mănăstirea Slatina menționăm următoarele: 
- o parte din capul Sfântului Grigorie Teologul (328-389) - adusă în Moldova de la Constantinopol de către domnitorul Alexandru Lăpușneanu. El a fost așezat într-o raclă ferecată cu argint și cu pietre scumpe, după cum spune cronicarul Ion Neculce. În timpul primului război mondial, mai multe racle cu moaște de sfinți (printre care și racla cu moaștele Sf. Grigore) au fost duse la adăpost în Rusia țaristă, odată cu tezaurul României. Abia în 1956, URSS-ul a restituit României o mică parte din tezaur, printre care și raclele cu moaștele sfinților. Raclele cu moaștele și celelalte obiecte de cult de preț au fost duse însă la Muzeul Național de Artă din București.

În urma intervenției Sfântului Sinod al Bisericii Ortodoxe Române, racla cu moaștele Sfântului Grigorie Teologul a fost readusă la 12 februarie 2001 la Mănăstirea Slatina. Ea s-a aflat timp de 10 zile în biserica Mănăstirii “Sf. Ioan cel Nou” din Suceava, de unde a fost dusă în procesiune la Slatina, fiind însoțită de un sobor de preoți în frunte cu arhiepiscopul Pimen Zainea al Sucevei și Rădăuților.
- o Evanghelie tipărită la Mănăstirea Neamț în 1821, ferecată în argint și poleită cu aur, donată de arhiereul Filaret Beldiman "Apamias"
- un Chivot mic de argint cu inscripția "Veniamin Costachi, 1828"
- un Chivot mare de argint, cu cinci turle, cu inscripția "Veniamin Costachi, 1829"
- un Chivot mic, cu inscripția "Sunt un mic (ucenic) al ... mitropolitului Veniamin Costachi - anul 1834 iulie", despre care se bănuiește că ar fi fost donat de arhiereul Filaret Beldiman

În trecut, Mănăstirea Slatina fusese înzestrată cu mult mai multe odoare de preț. Un Aer donat de Lăpușneanu în 1556, cu o inscripție în limba slavonă, precum și alte 15 obiecte de cult provenind de la Slatina se află în prezent la Muzeul Național de Artă din București. Tronul domnesc se păstrează la Muzeul Etnografic din Iași. Un rând de veșminte arhierești și o Evanghelie de la mitropolitul Veniamin Costachi se află la Catedrala Mitropolitană din Iași.

### Necropolă domnească

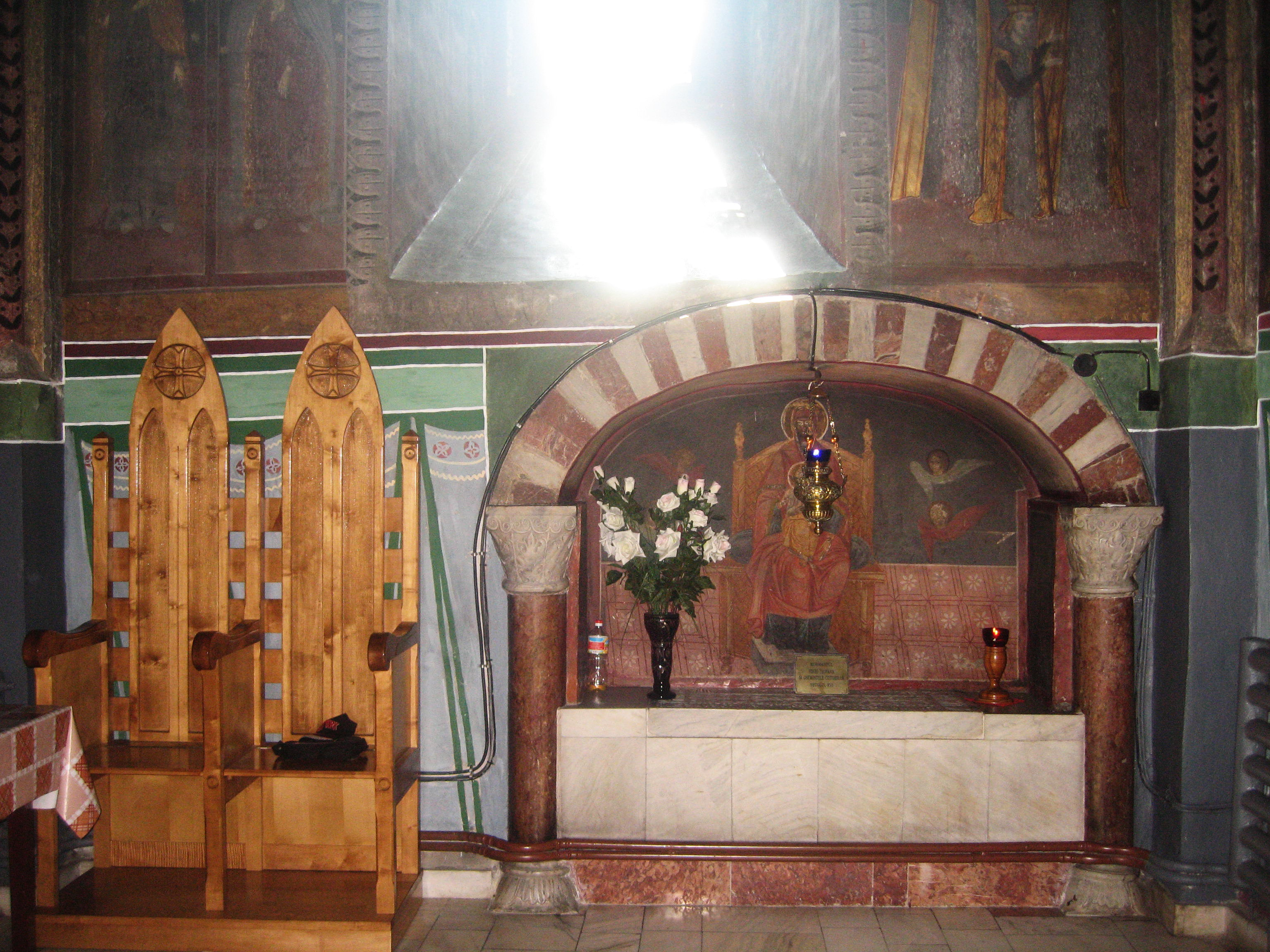
Mormintele domniței Teofana, în care au fost depuse osemintele ctitorilor

Mănăstirea Slatina este necropolă domnească, aici fiind înmormântată familia domnitorului Alexandru Lăpușneanu, ctitorul lăcașului de cult.
În partea dreaptă a pronaosului se află mormântul domniței Teofana, una din fiicele lui Alexandru Lăpușneanu. Lespedea sa funerară are o frumoasă ornamentație și inscripția: "Acest mormânt l-a făcut Io Alexandru Voievod, fiicei sale Teofana, care s-a strămutat la veșnicile lăcașuri în anul 7069" (1561).
Între pronaos și naos a fost amenajată o încăpere a mormintelor. În prima jumătate a secolului al XIX-lea, peretele despărțitor care separa încăperea mormintelor de naos a fost demolat pentru lărgirea naosului. După distrugerea camerei mormintelor, osemintele ctitorilor s-au strămutat în mormântul domniței Teofana.
Lângă peretele sudic, se afla mormântul domnitorului Alexandru Lăpușneanu, deasupra căruia era o lespede cu următoarea inscripție în limba slavonă: "(Acest mormânt este al monahului) Pahomie, care s-a strămutat din viața de aici, la veșnicile lăcașuri, și a fost îngropat aici, în ctitoria lui cea nouă, în anul 7076 luna mai 5" (1568).
De-a lungul aceluiași perete se afla mormântul domniței Teodora, o altă fiică a lui Lăpușneanu. Inscripția în limba slavonă ce se află pe lespedea funerară a mormântului său conține următoarele cuvinte: "Acest mormânt l-a făcut și l-a înfrumusețat Doamna Ruxandra, fiicei sale Teodora, care s-a strămutat la veșnicile lăcașuri în anul 7073" (1565). Tot aici se afla și mormântul Doamnei Ruxandra, decedată în anul 1570.
În afara bisericii se mai află și alte morminte. În partea sudică a bisericii se află încastrată în zid piatra funerară a ieromonahului Nil, al doilea egumen al mănăstirii, cel care a amplasat pisania. Pe piatra tombală este următoarea inscripție: "Aici este mormântul unde zace robul lui Dumnezeu ieromonahul Nil, egumenul, care s-a strămutat la veșnicile lăcașuri în anul 700 ... luna ..." Deși data morții nu a mai fost completată, se știe că el a murit după anul 1603. Pe soclul pridvorului, pe latura de vest, se află o piatră funerară cu un fragment de inscripție în limba slavonă.
Lângă zidul bisericii, la dreapta altarului, se află locul unde a fost înmormântat Veniamin Costachi, mitropolitul Moldovei (1803-1808, 1812-1821 și 1823-1842). Acesta s-a retras din scaunul mitropolitan la 18 ianuarie 1842 și s-a stabilit la Mănăstirea Slatina, unde a murit la 18 decembrie 1846. La dorința sa, a fost înmormântat sub streașina bisericii pentru ca "picăturile de ploaie să-i sfredelească piatra funerară". La 30 decembrie 1886, după sfințirea noii catedrale mitropolitane din Iași (la care Veniamin Costachi era considerat ctitor), osemintele sale au fost strămutate în Catedrala din Iași. Mormântul său era inițial străjuit de un gard de fier. În anul 1986, la 100 ani de la strămutarea osemintelor, mitropolitul Teoctist Arăpașu a amplasat o placă tombală peste locul unde a fost mormântul lui Veniamin Costachi. Pe această piatră se află următoarea inscripție: "Aici a fost înmormîntat mitropolitul Veneamin Costache (+1846): osemintele sale au fost strămutate la anul 1886 în Catedrala Mitropolitană din Iași, ctitoria sa. Piatra este pusă în anul 1986. De către I.P.S. Teoctist. Mitropolitul Moldovei și Sucevei."

## Alte construcții

### Zidurile de incintă și turnurile

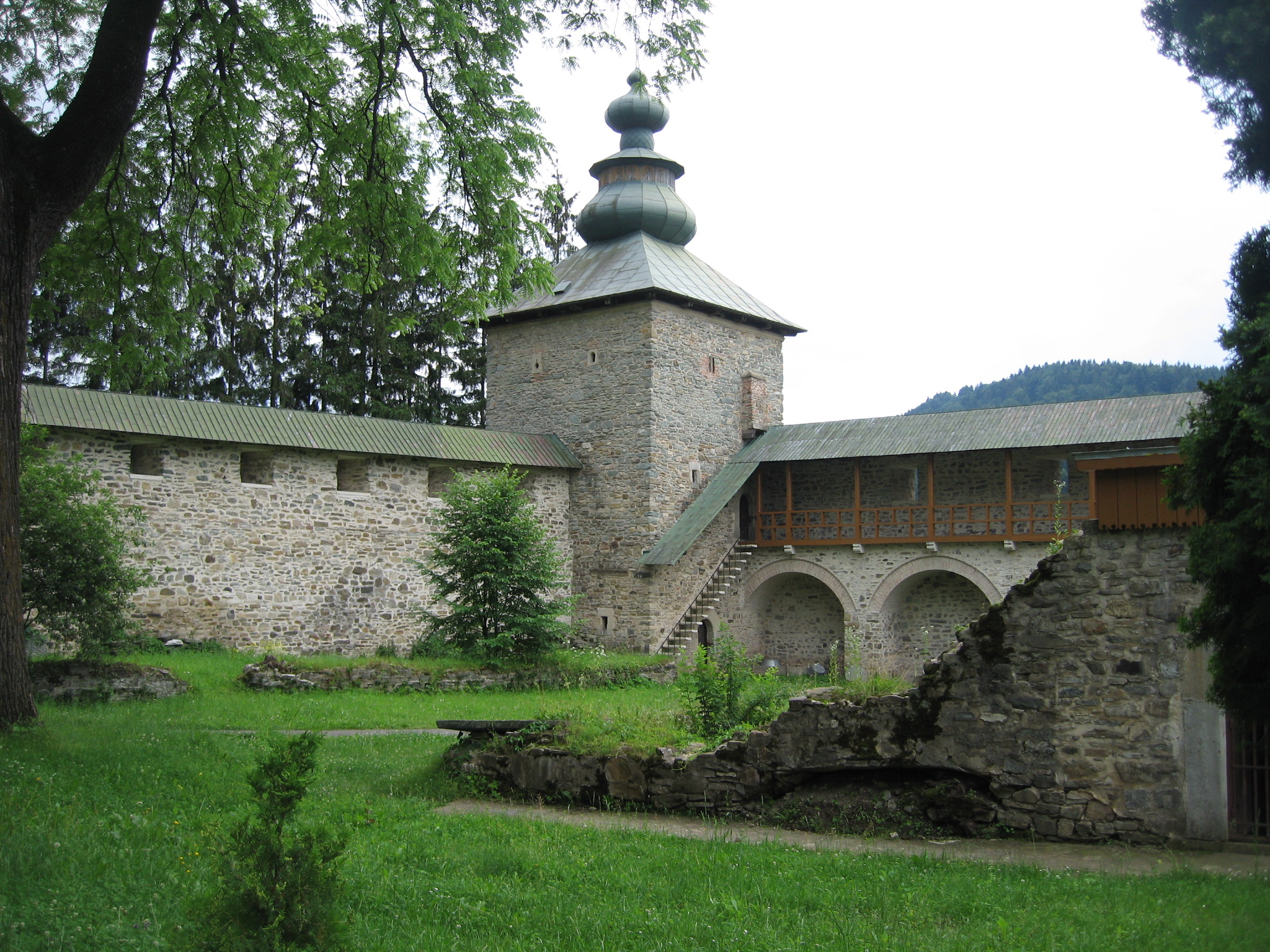
Bastionul din colțul sud-estic ("Turnul bibliotecii") și drumul de strajă

Mănăstirea Slatina are aspectul unei fortărețe medievale în formă de patrulater neregulat. Aspectul ei ne determină să credem, că pe lângă rolul strict religios, Mănăstirea era destinată să servească drept loc de rezistență și de apărare în vremurile de restriște.
Biserica este înconjurată de ziduri groase ca de cetate, care închid o incintă aproape pătrată, cu trei laturi egale și a patra formată din două curtine ce se întâlnesc în triunghi deschis, sub turnul de poartă de pa latura estică. Zidurile sunt construite din bolovani de râu, cu stânci de legătură la colțuri (tăiate din muntele vecin) și au o înălțime de 6–7 m și o grosime de 1,50 - 1,80 m. Zidurile sunt prevăzute cu drum de strajă și cu metereze, precum și cu bastioane masive la toate colțurile.
Pe latura de est, terenul era instabil, astfel încât a trebuit să fie înălțat, cu acest prilej fiind ridicat și zidul din acea parte. La mijlocul laturii de est, unde se întâlnesc cele două curtine, se află un turn cu un gang supralărgit la parter pe unde se intra în incinta fortificată. Astăzi intrarea se face pe o poartă de pe latura de vest. De ambele părți ale acestui turn, în interiorul incintei, au existat inițial două corpuri de clădiri fără etaj, având deasupra loc un drumul de strajă, prevăzut cu creneluri de apărare. Între anii 1830-1834, arhiereul Filaret Beldiman "Apamias" a refăcut din temelie turnul de poartă de pe latura de est. Turnul are coloane neoclasice angajate, pe ambele fațade și era inițial mult mai înalt, având două etaje. La etajul său se află paraclisul de iarnă cu hramurile Sf. Nicolae și Sf. Spiridon. Tot atunci au fost demolate chiliile din dreapta turnului, iar în partea stângă a fost construit un corp de chilii cu parter și etaj, având un pridvor deschis, susținut pe coloane neoclasice de lemn. Această clădire a fost utilizată ca spital.
Turnul de sud-est este cunoscut sub denumirea de "Turnul bibliotecii", aici fiind adăpostite de la începutul secolului al XIX-lea, cărțile mănăstirii. El are o formă paralelipipedică, fiind format dintr-un parter și două etaje. Intrarea în turn se face prin două uși cu portale semicirculare la partea superioară. Se poate intra atât printr-o ușă aflată la nivelul pavajului curții, cât și printr-o ușă ce ducea de la drumul de strajă de pe zidul de sud. Încăperea de la parter era folosită ca depozit de provizii pentru corpul de gardă care apăra mănăstirea. Încăperea de la primul etaj este boltită și avea un meterez îngust orientat către poartă. De aici se poate urca la etajul II printr-o scară de piatră adâncită în grosimea zidului. Încăperea de la etajul II este boltită și avea două metereze către curte.
În turnul din colțul sud-vestic se află Paraclisul "Sf. Trei Ierarhi". Acesta este situat la primul etaj al turnului, având o intrare încadrată de un chenar de piatră, cu o cornișă în stil renascentist. Paraclisul este format dintr-un naos pătrat, cu o mică absidă la est, acoperit cu o boltă semisferică. Lipit de turnul de sud-vest și de zidul sudic a existat până în prima jumătate a secolului al XIX-lea o clădire cu lungimea de 30 m și lățimea de 6,20 m. Această casă avea trei încăperi spațioase, după cum s-a descoperit cu prilejul cercetărilor arheologice. Între anii 1955-1958, pe vechile fundații a fost ridicată o clădire nouă, pe restul porțiunii până la turnul de sud-est fiind reconstruit drumul de strajă.
În turnul de nord-vest se află clopotnița. Acest turn are ferestre mari, în stil gotic, terminate în arc frânt.

### Casa Domnească și fântâna

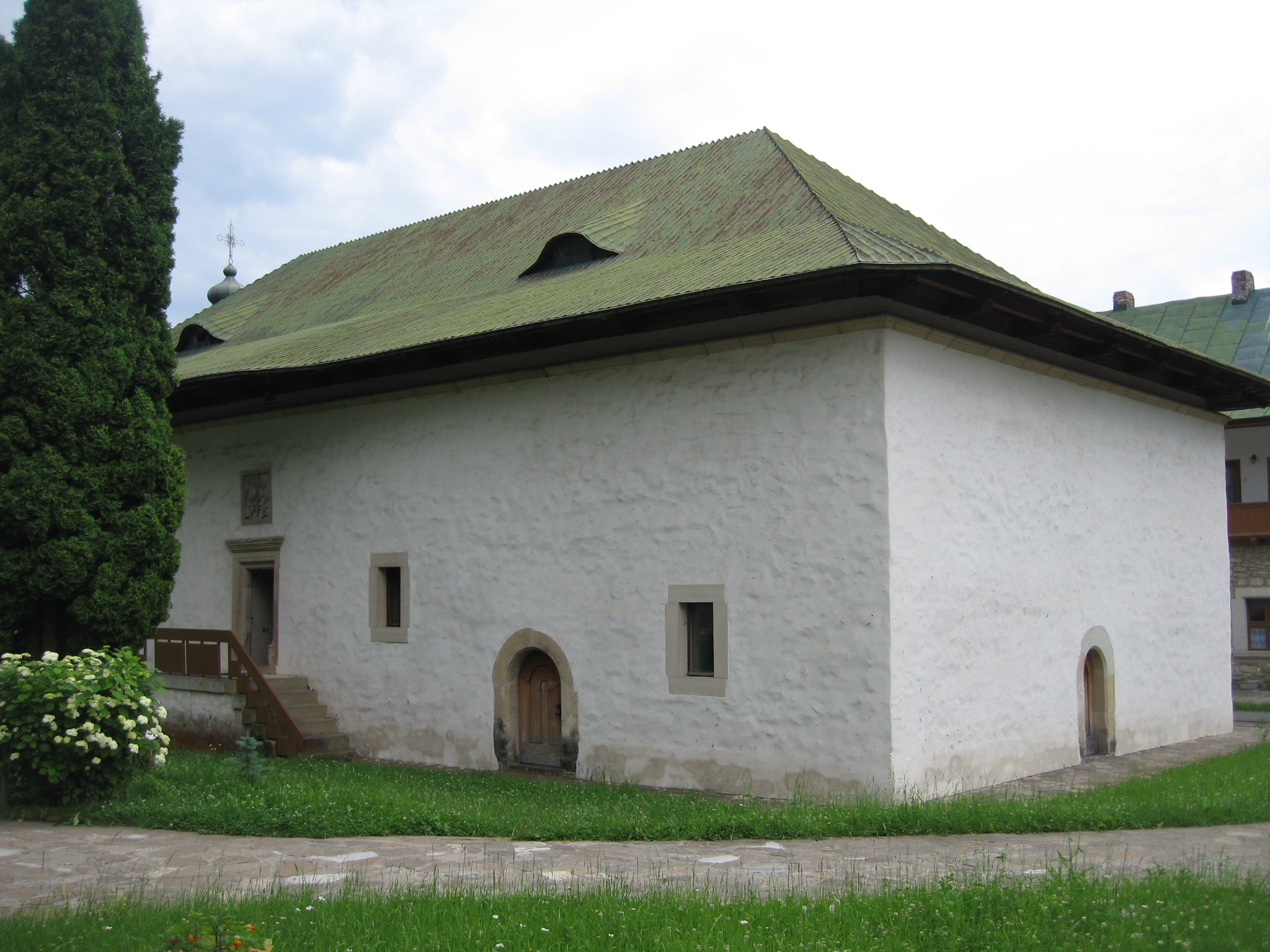
Casa Domnească

Între biserică și curtina de sud se află fosta reședință voievodală a domnitorului construită în anul 1561. Clădirea era inițial mult mai spațioasă, având fațada principală cu o lungime de 40 m. După Revoluția din 1821 au fost dărâmate încăperile și beciurile de pe latura estică, lungimea clădirii reducându-se la jumătate. Ruinele de fundații ale încăperilor dărâmate au fost scoase la iveală de săpăturile arheologice din a doua jumătate a secolului al XX-lea. Tot atunci au fost modificate tavanele încăperilor și acoperișul. În această clădire a fost amenajată trapeza mănăstirii.
Casa Domnească păstrează uși și ferestre în stilul Renașterii. Intrarea în casele domnești se făcea printr-un portal, marcat de o frumoasă ramă de piatră, de pe latura dinspre biserică. Ferestrele au rame de piatră, compuse din câteva profile în stil renascentist transilvănean. Tinda de la intrare separă clădirea în două, de o parte și de alta a sa aflându-se două săli spațioase. În încăperea de pe latura vestică se putea intra și din afară, pe o ușă aflată la nivelul pavajului curții. Alte două intrări aflate pa latura sudică duceau la un grup de încăperi mai mici.
În prezent, în Casa Domnească se află Muzeul mănăstirii. Aici sunt păstrate țesături scumpe, între care unele și cu portretele familiei ctitorului.
Deasupra intrării în Casa Domnească se află o pisanie în limba slavonă, cu următorul text: "Acest izvor și cu fântâna le-a făcut Alexandru-Voievod, fiul lui Bogdan Voievod, cu mila lui Dumnezeu Domn al Țării Moldovei; la anul 7069, s-a scris" (1561). Pisania provine de la fântâna domnească construită de Lăpușneanu.
Între biserică și Casa Domnească exista o frumoasă fântână arteziană, construită în timpul domnitorului Alexandru Lăpușneanu. Fântâna era alimentată cu apă de la un izvor din apropiere, care circula printr-un sistem de olane. La începutul secolului al XIX-lea, s-au demontat ghizdurile fântânii și s-au depozitat într-una din încăperile ruinate ale trapezei. Cu ocazia săpăturilor arheologice din 1954, într-una din camerele dărâmate ale Casei Domnești au fost găsite fragmente din partea exterioară a fântânii: ghizdurile de marmură și un basorelief cu un cap de gorgonă (element ornamental amintind de Renașterea italiană).

## Imagini

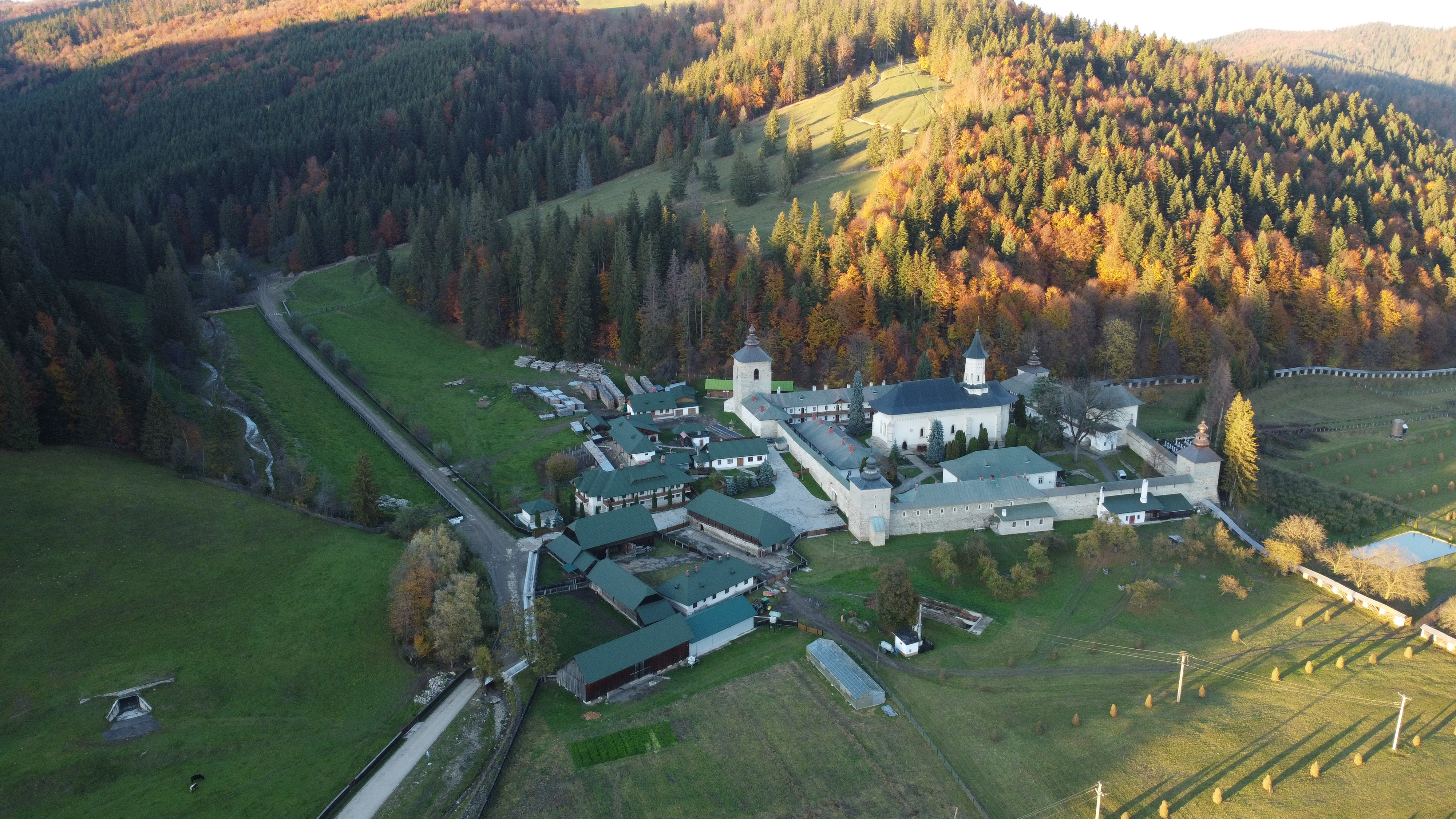
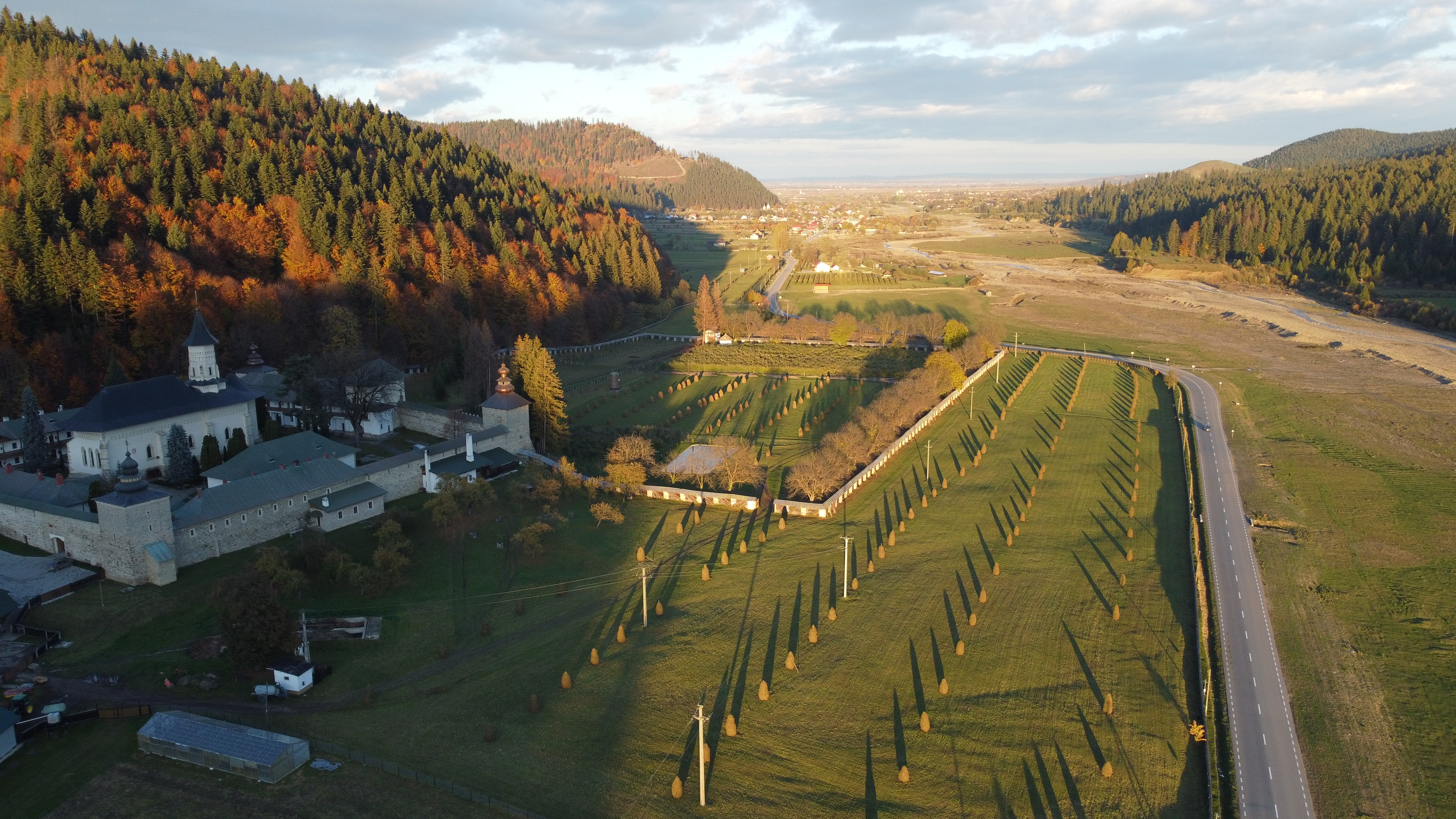
Manastirea Slatina vazuta de sus
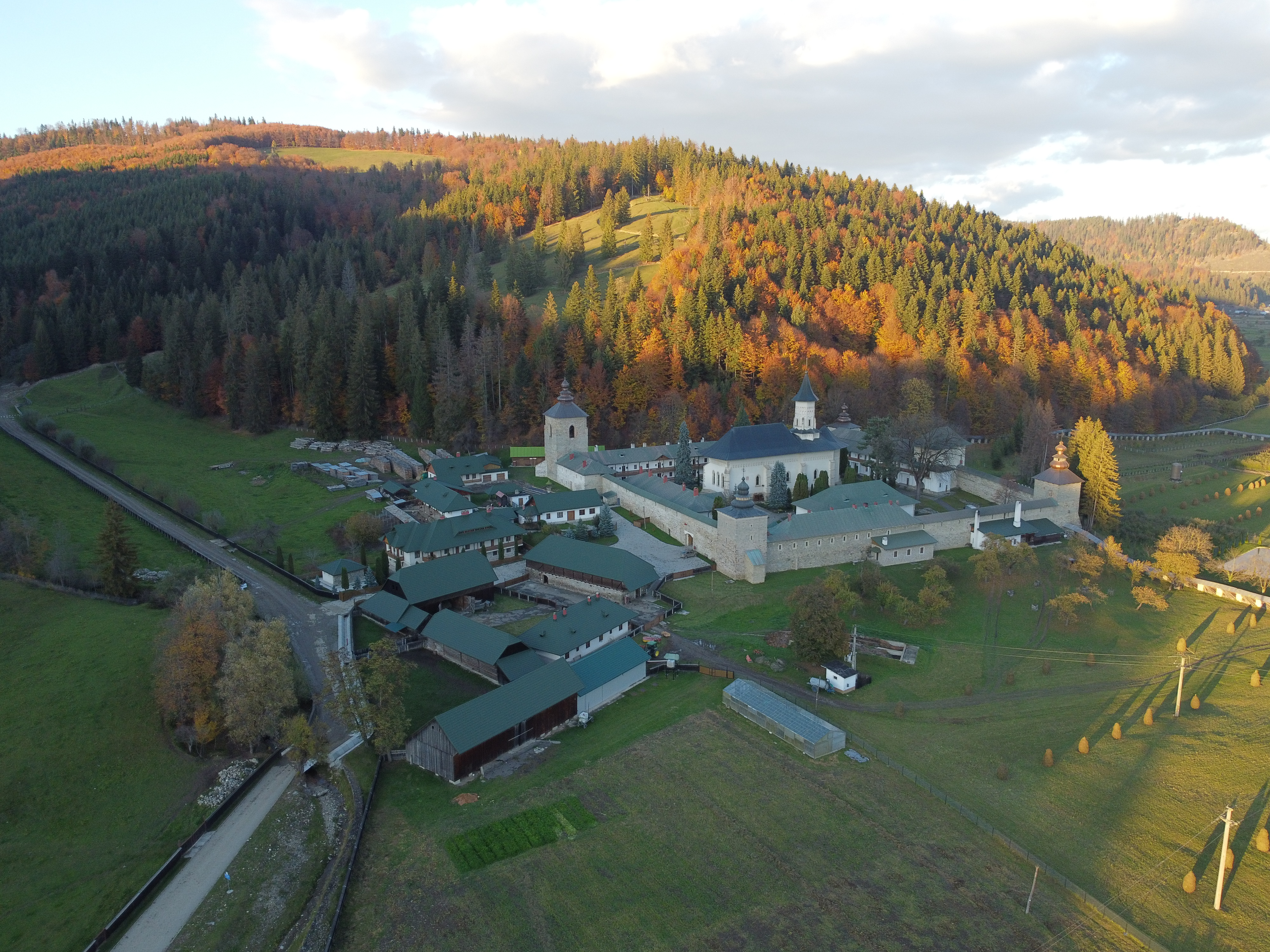
Manastirea Slatina vazuta de sus
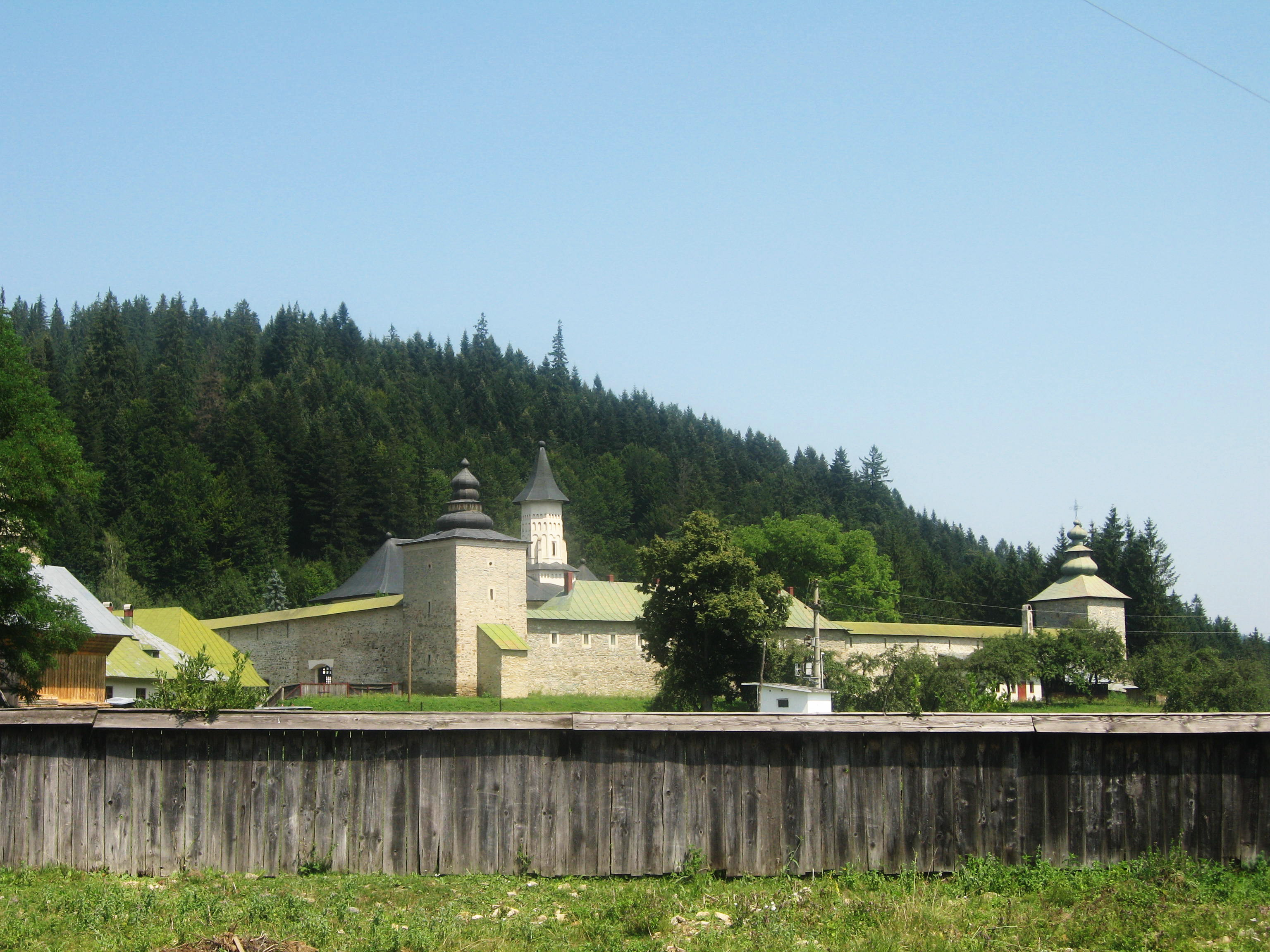
Mănăstirea Slatina
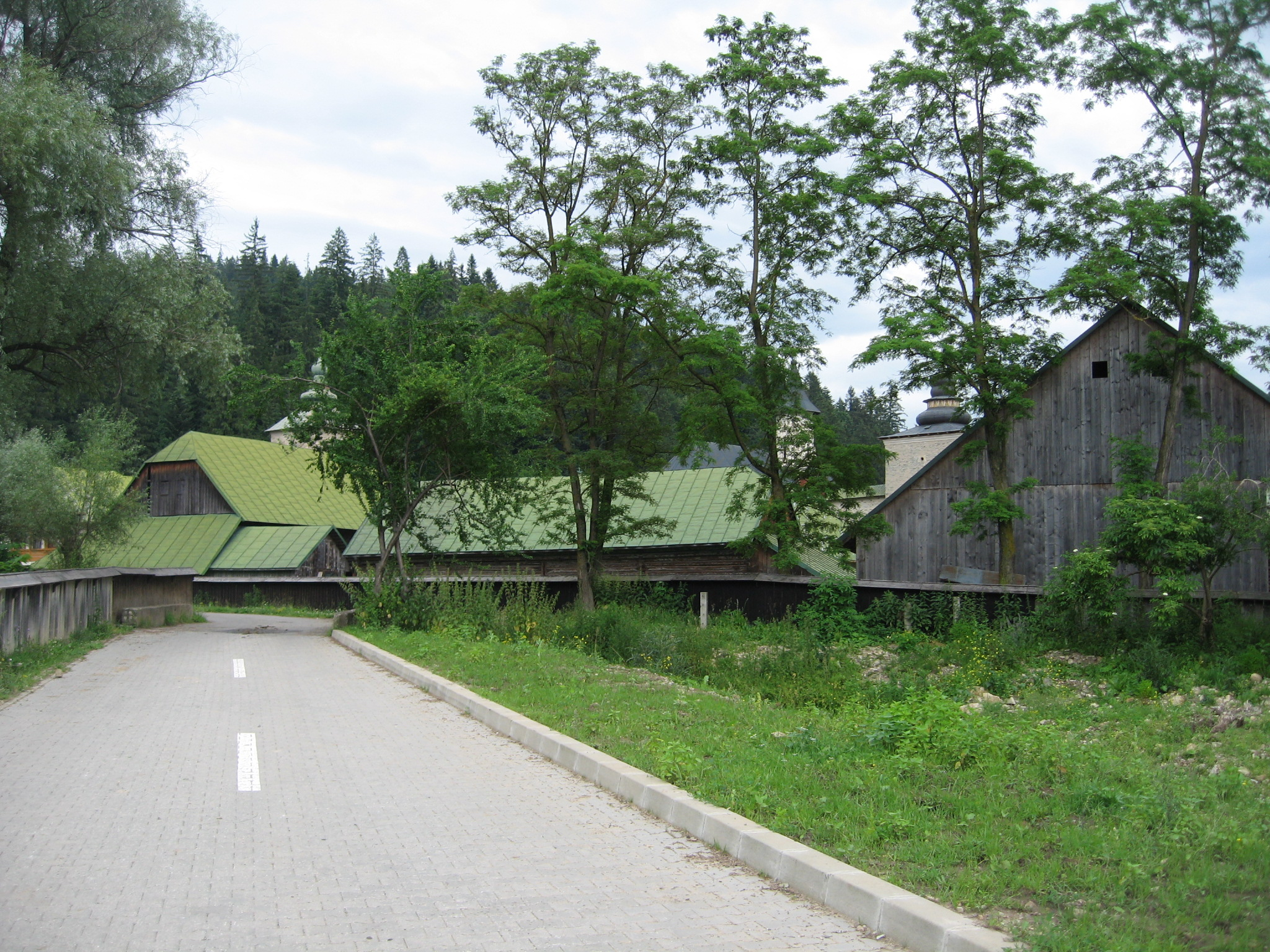
Drumul spre mănăstire
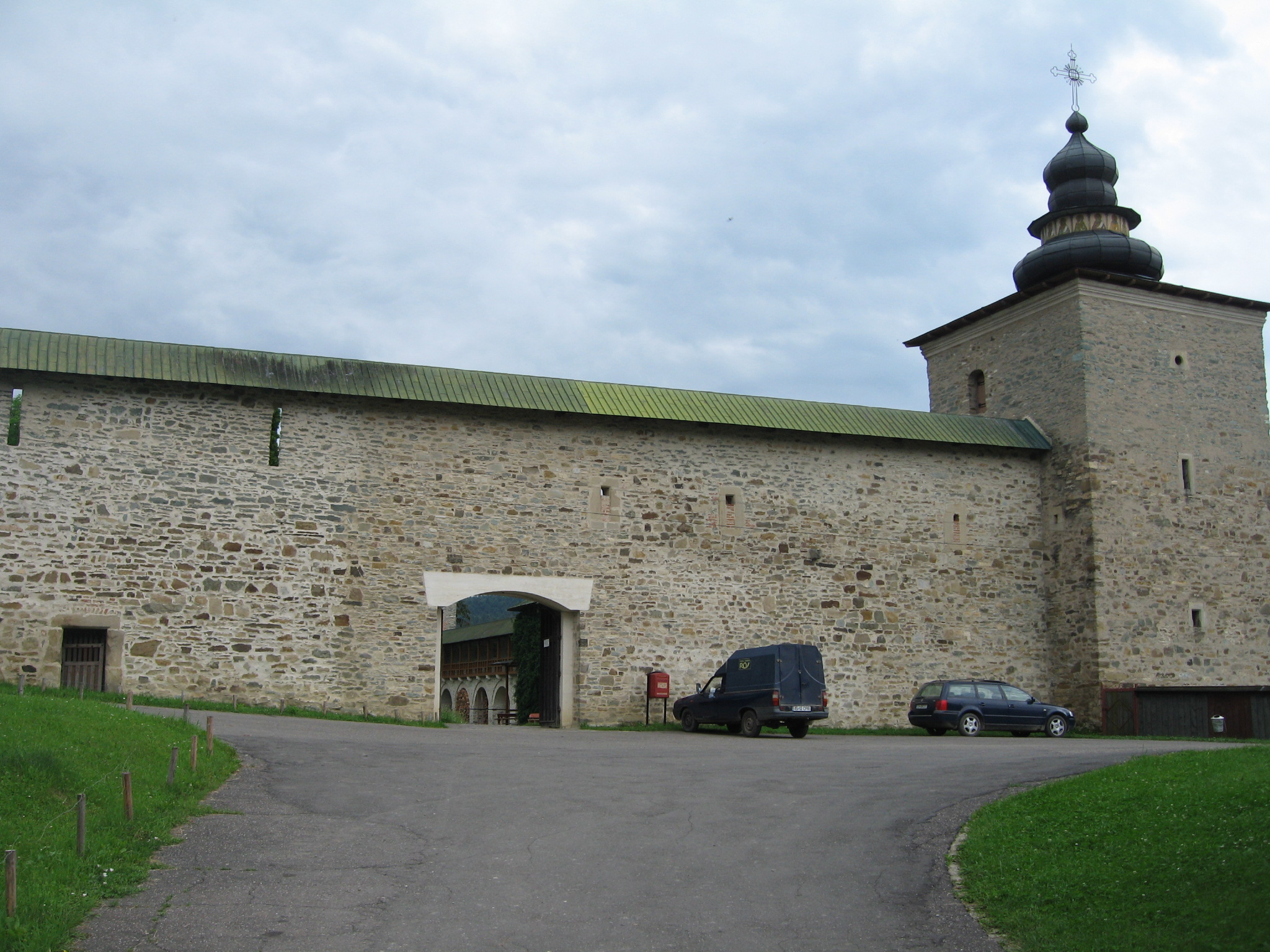
Intrarea în mănăstire
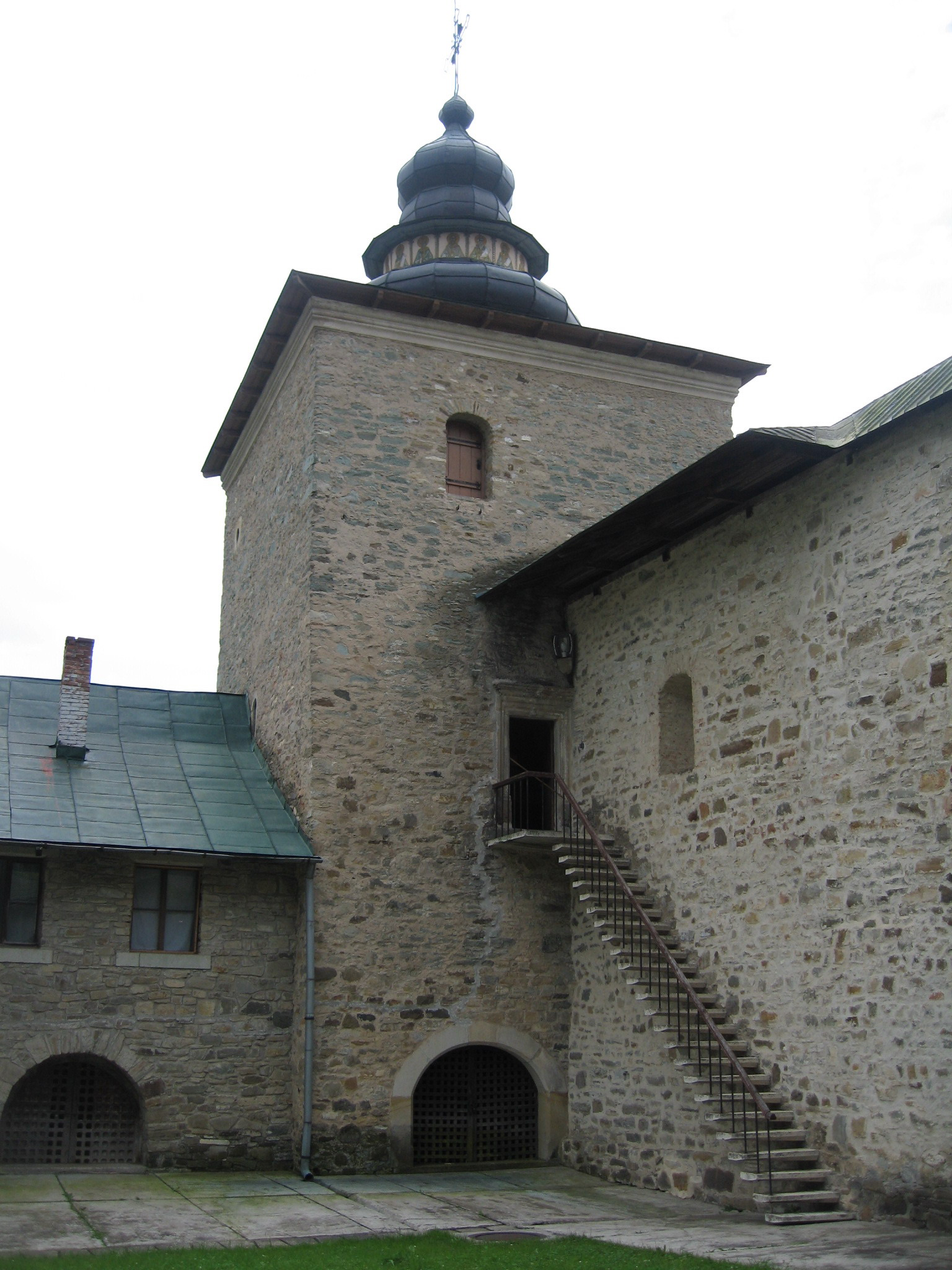
Bastionul din colțul sud-vestic
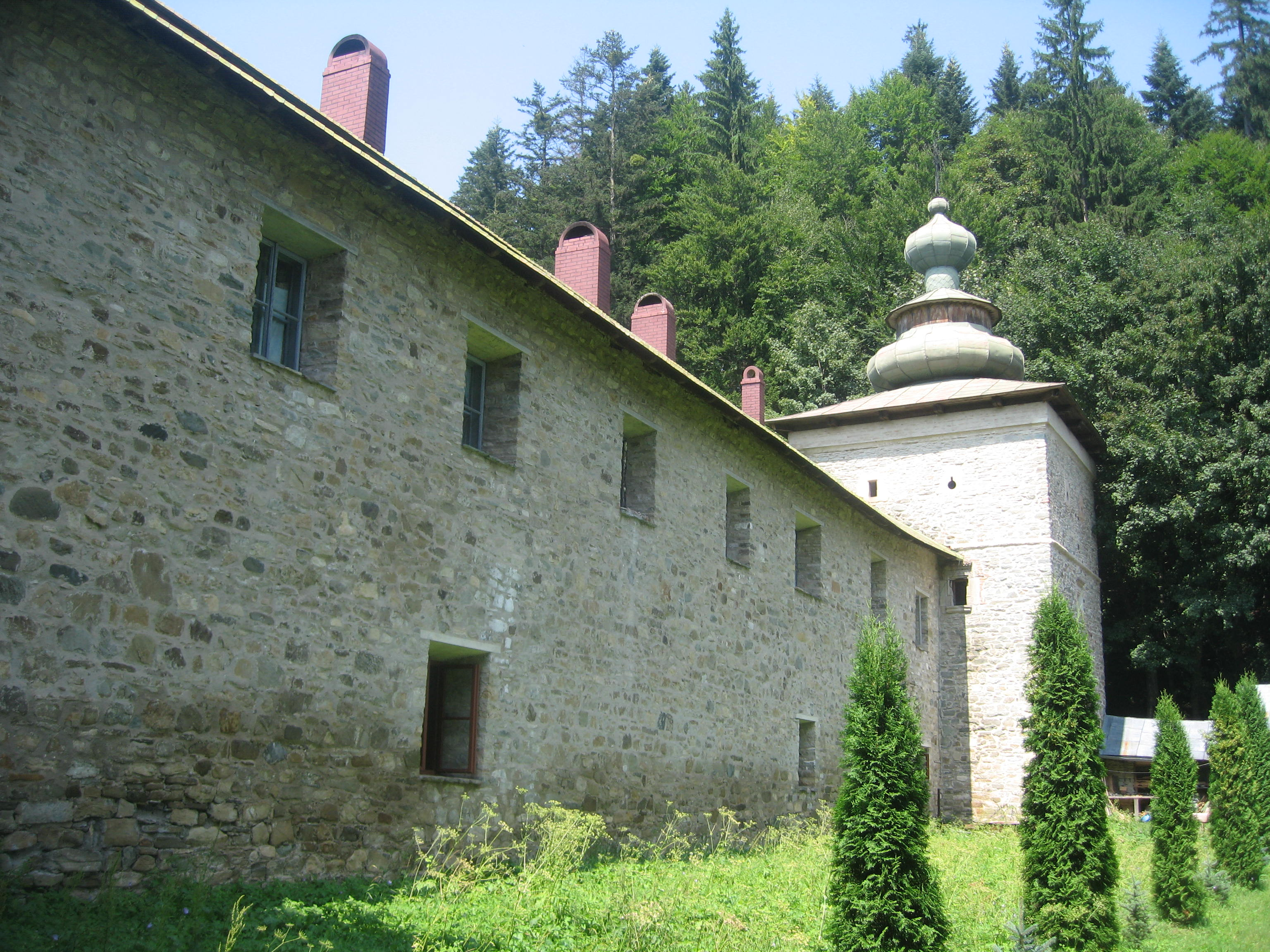
Zidul de pe latura estică
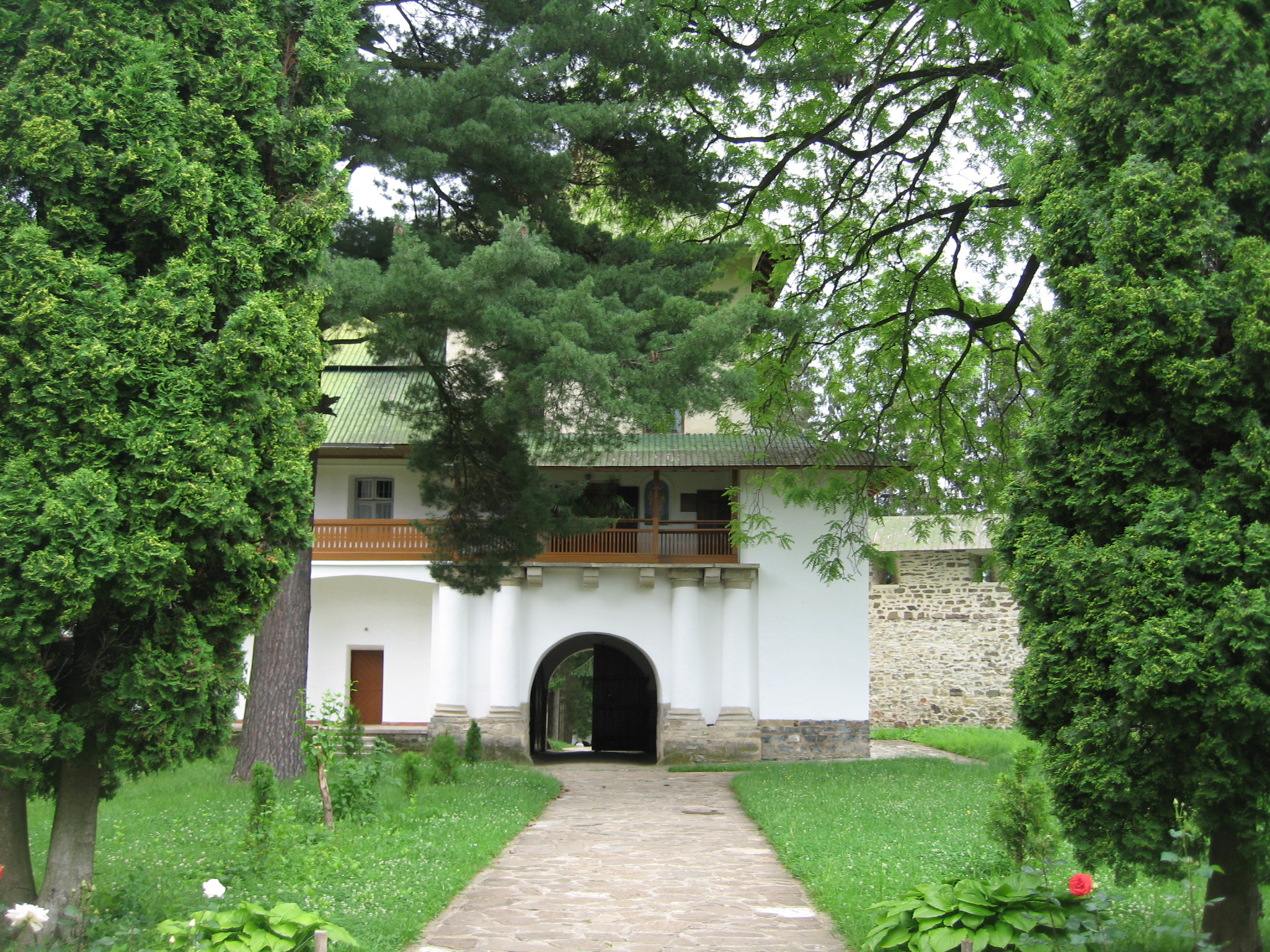
Turnul de poartă de pe latura estică
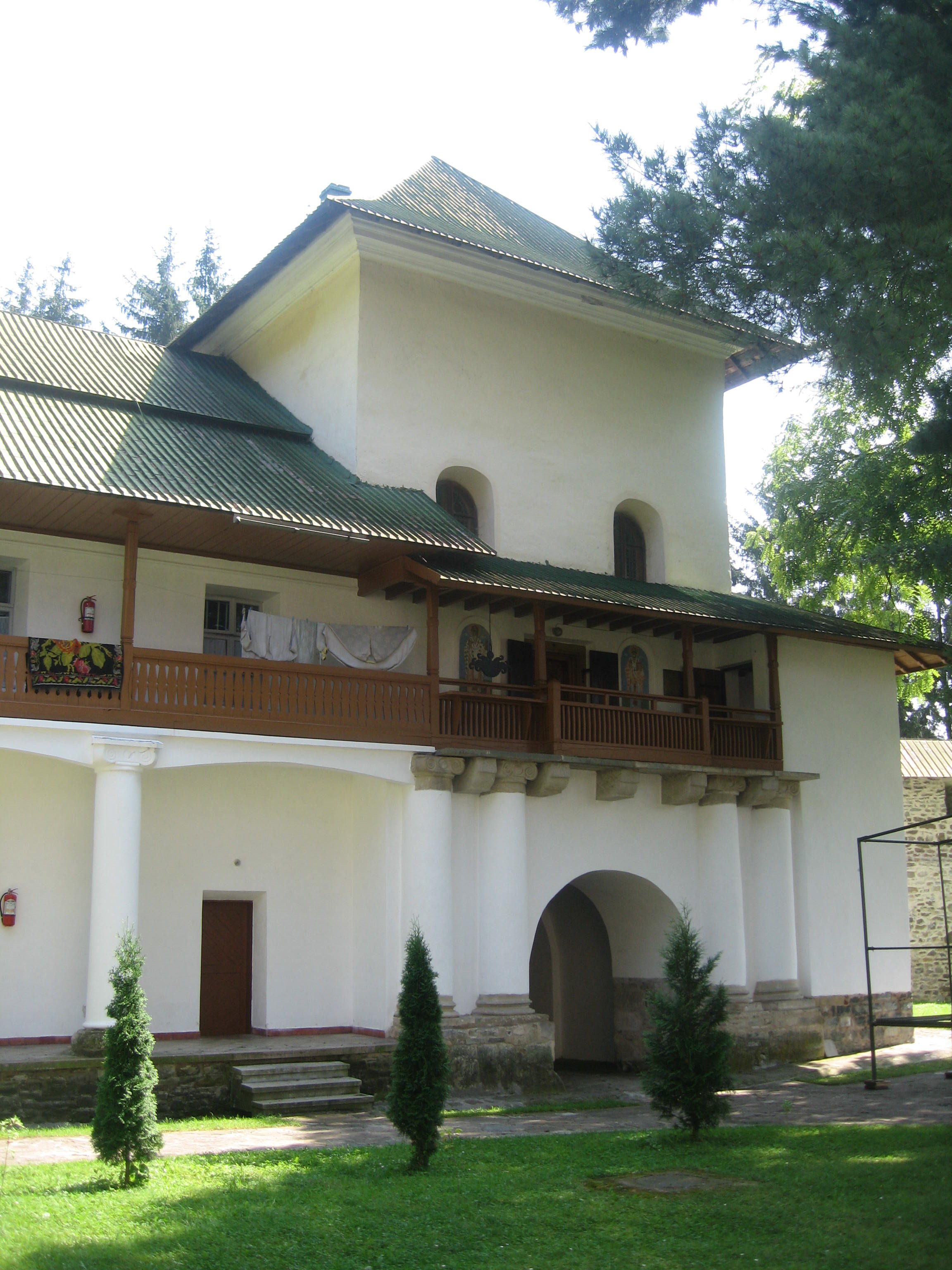
Turnul de poartă de pe latura estică
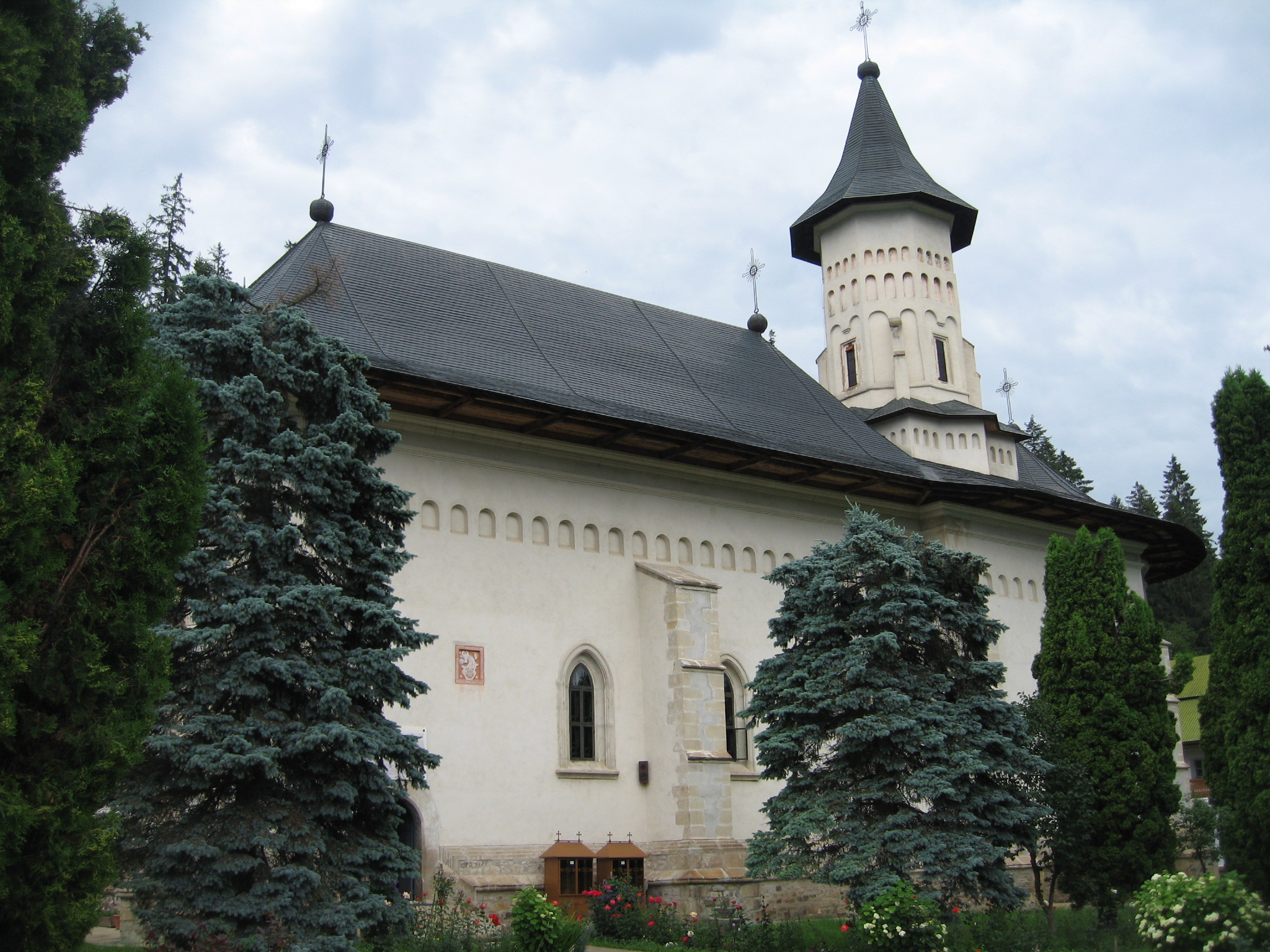
Biserica
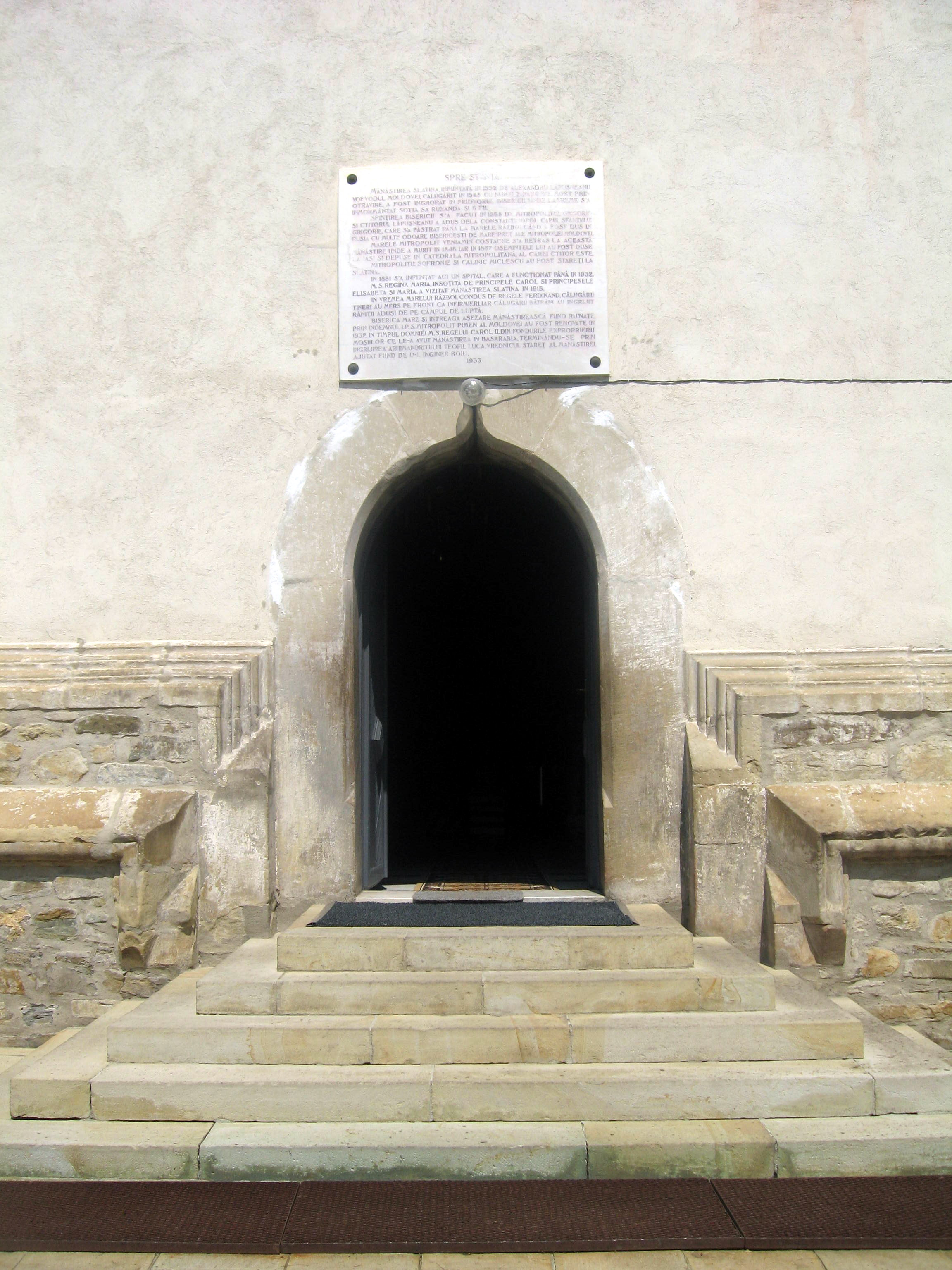
Portalul de intrare în biserică
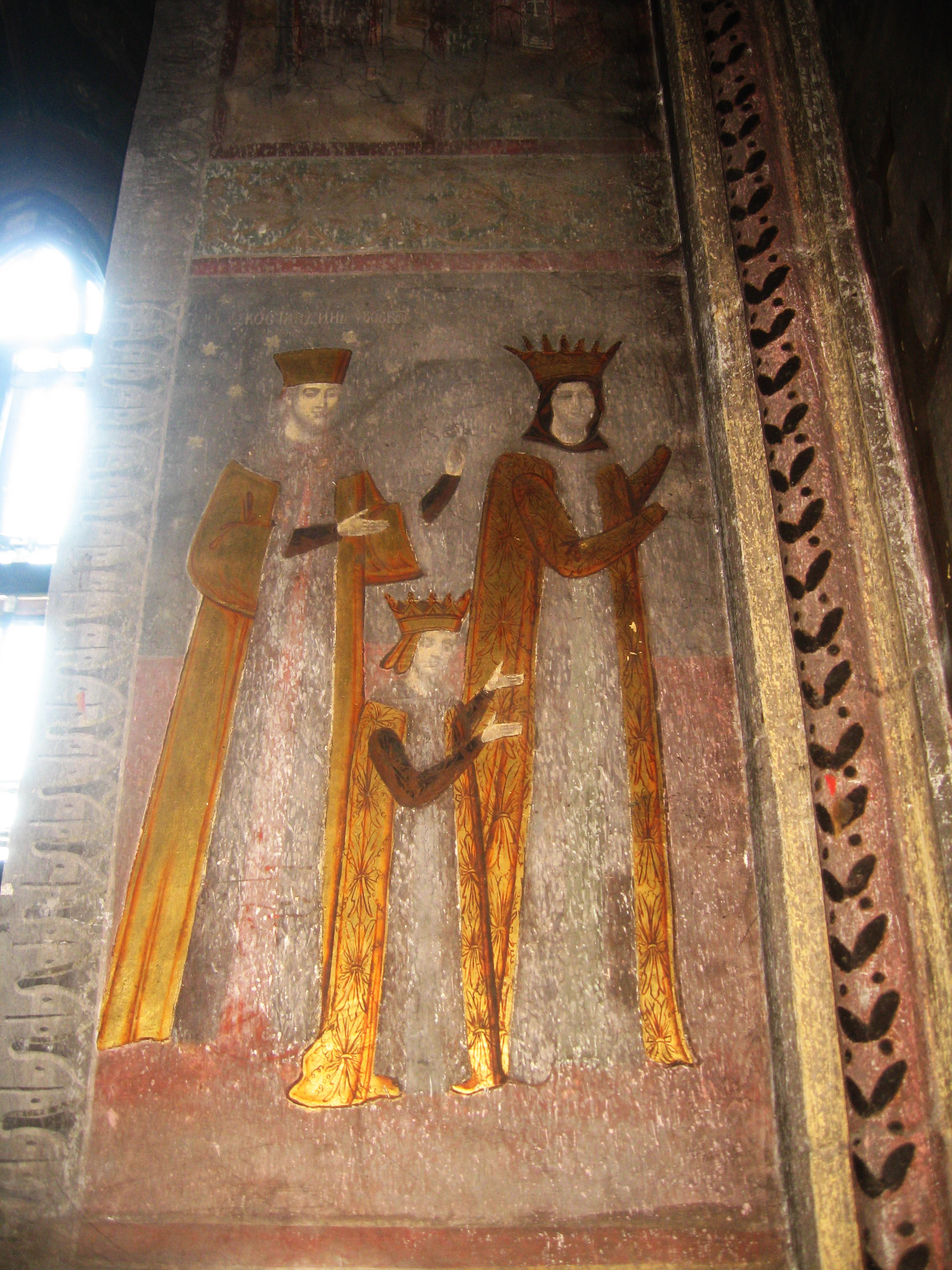
Continuarea tabloului votiv pe latura sudică a pronaosului
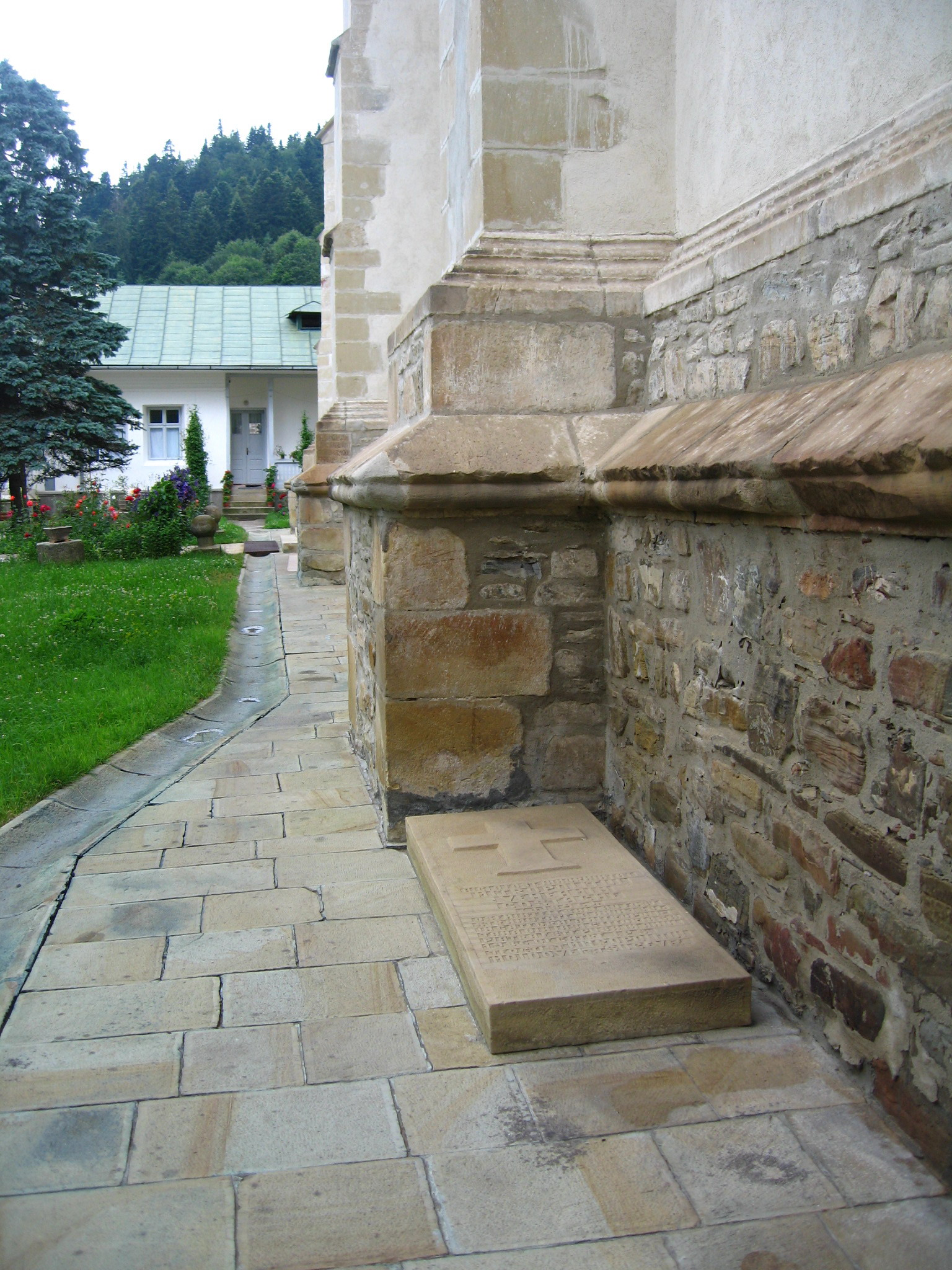
Gropnița mitropolitului Veniamin Costachi
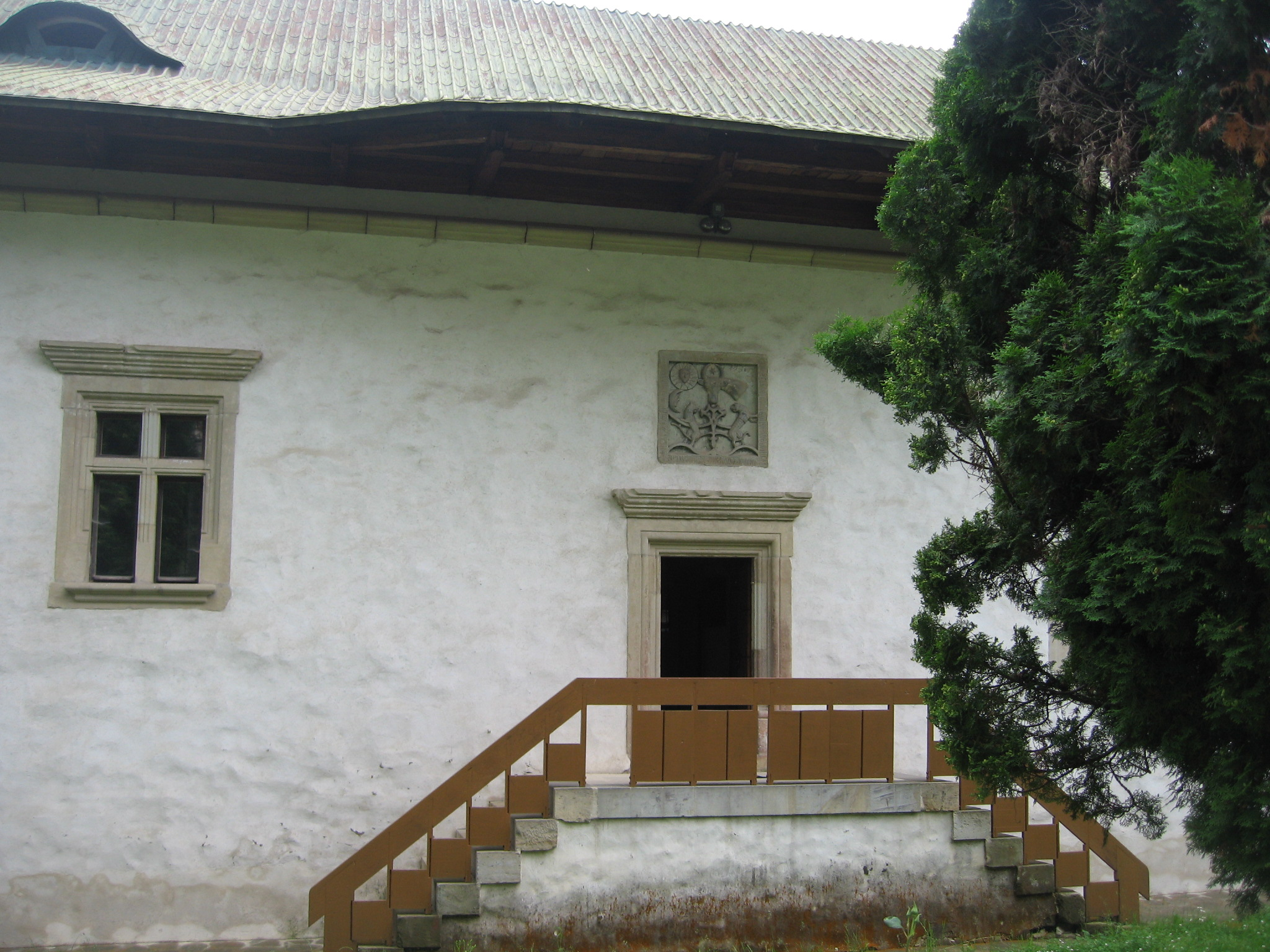
Intrarea în Casa Domnească
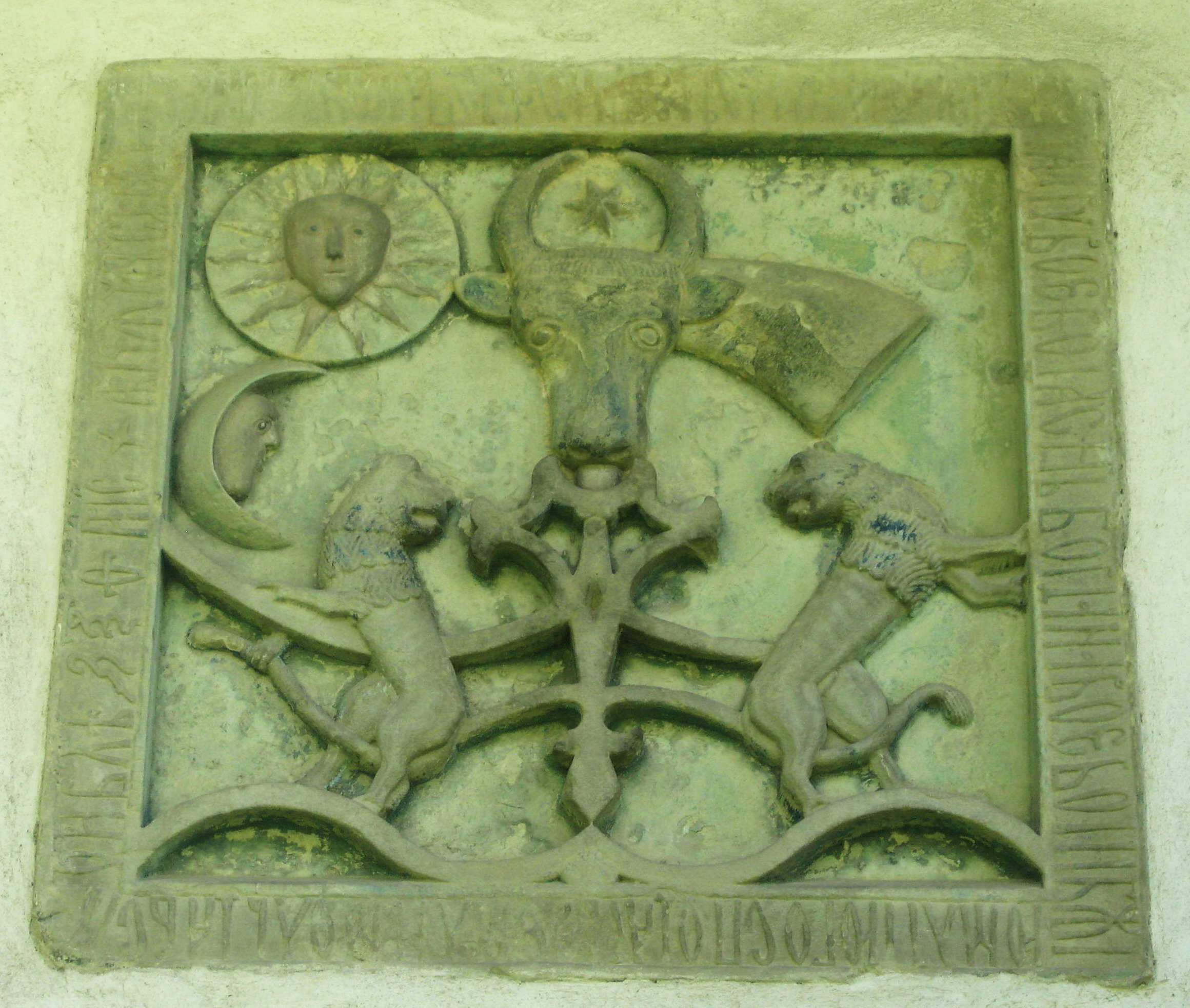
Pisania aflată deasupra intrării în Casa Domnească
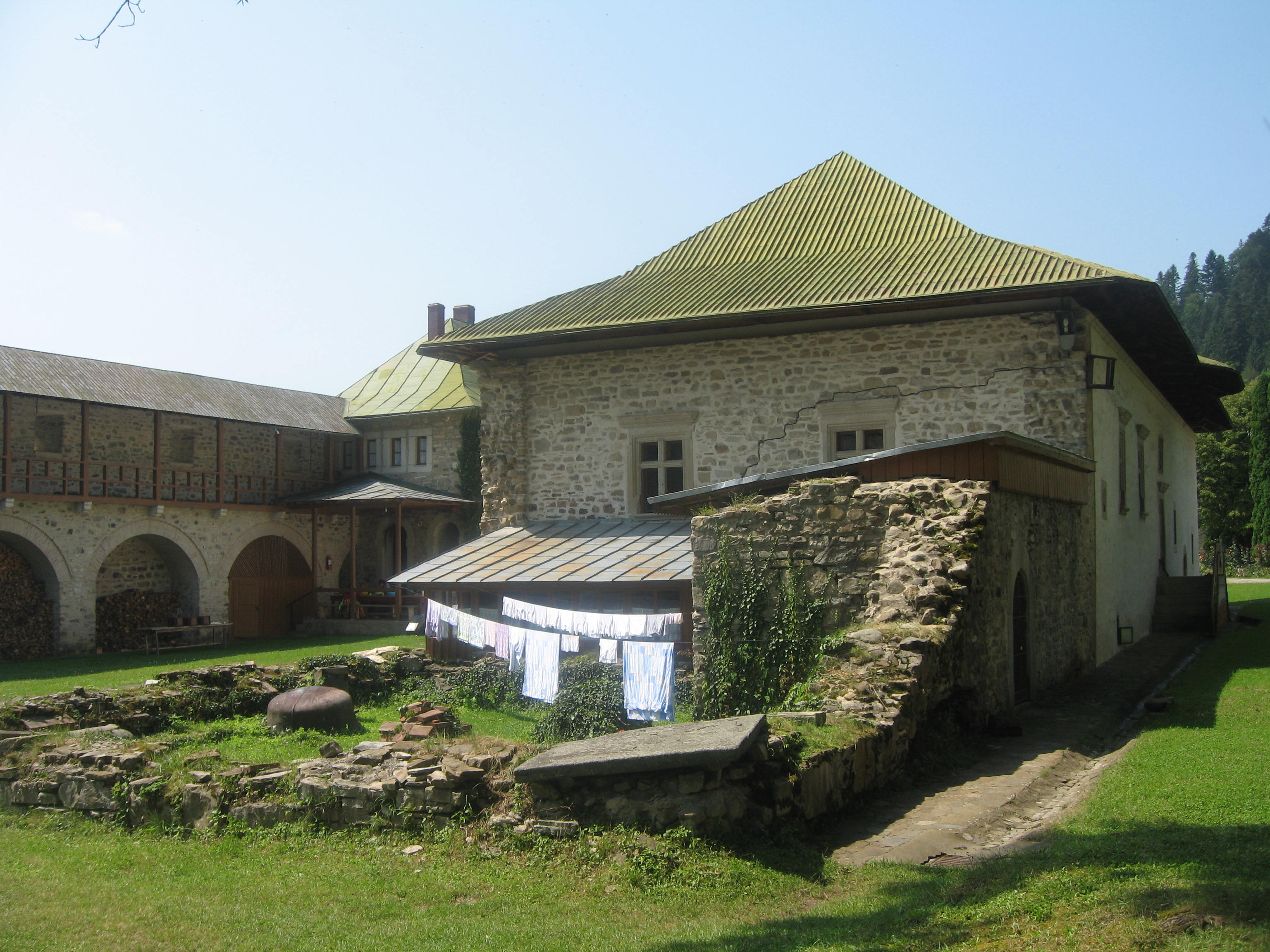
Ruinele încăperilor demolate ale Casei Domnești
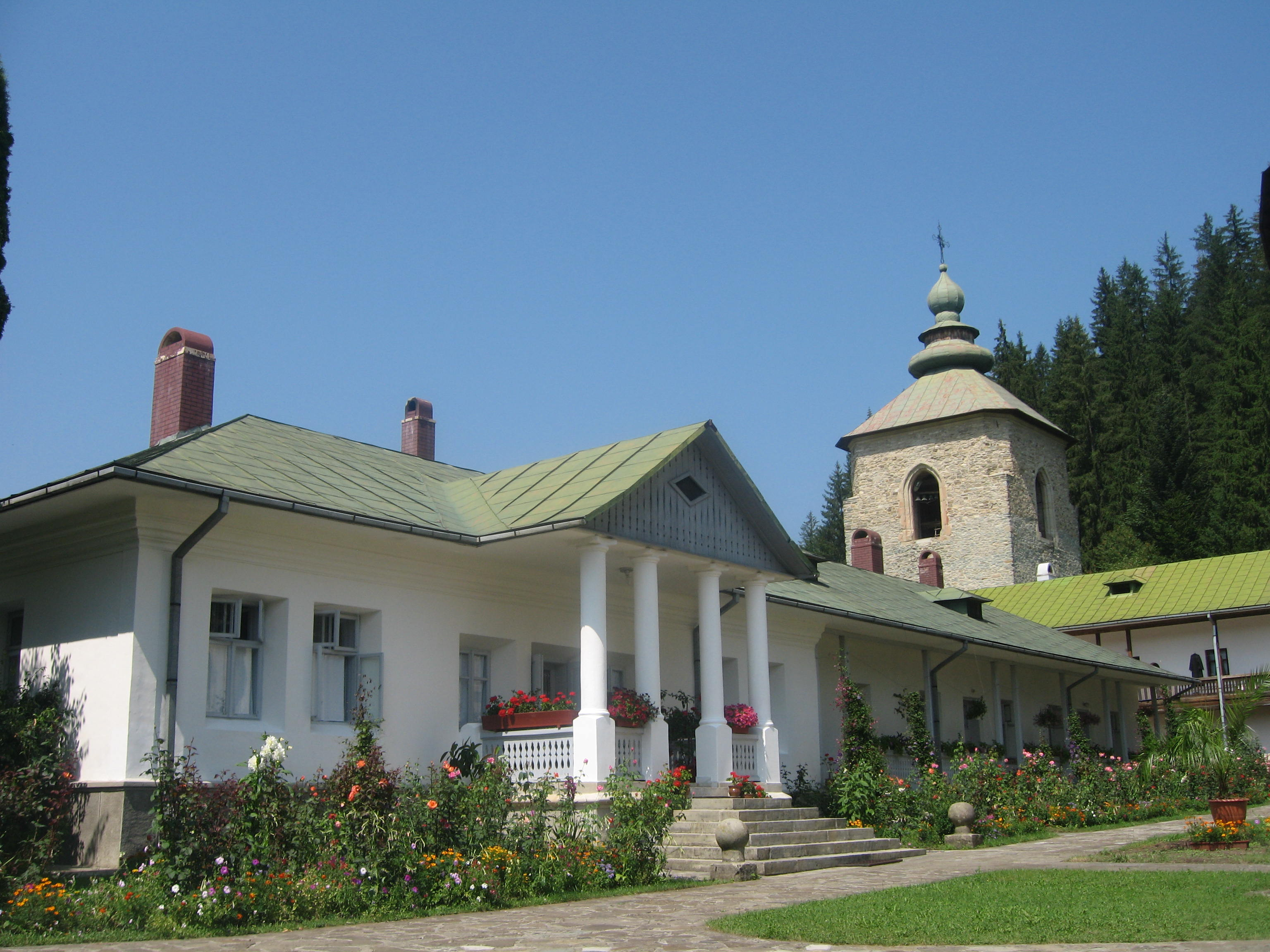
Stăreția
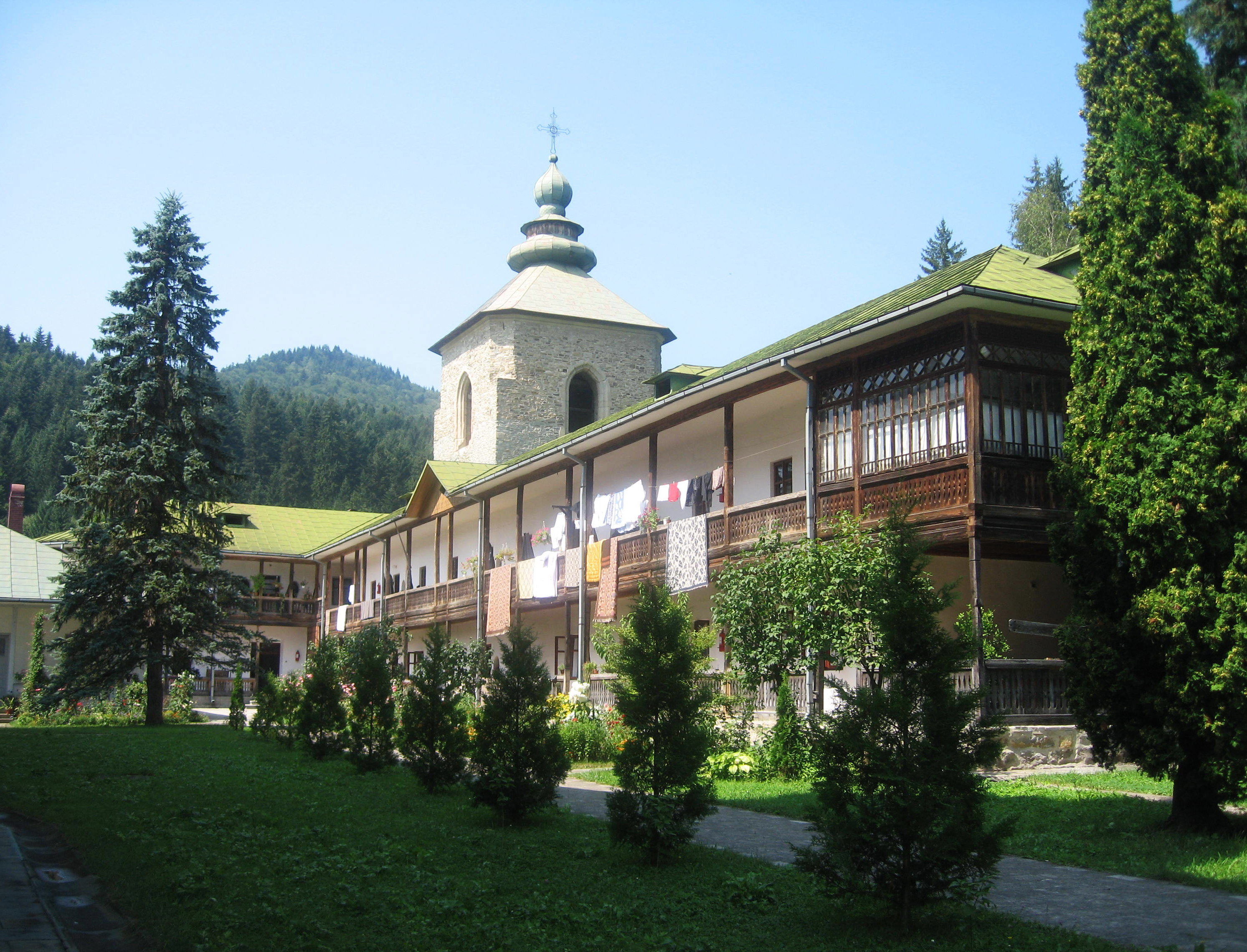
Corp de chilii pe latura nordică
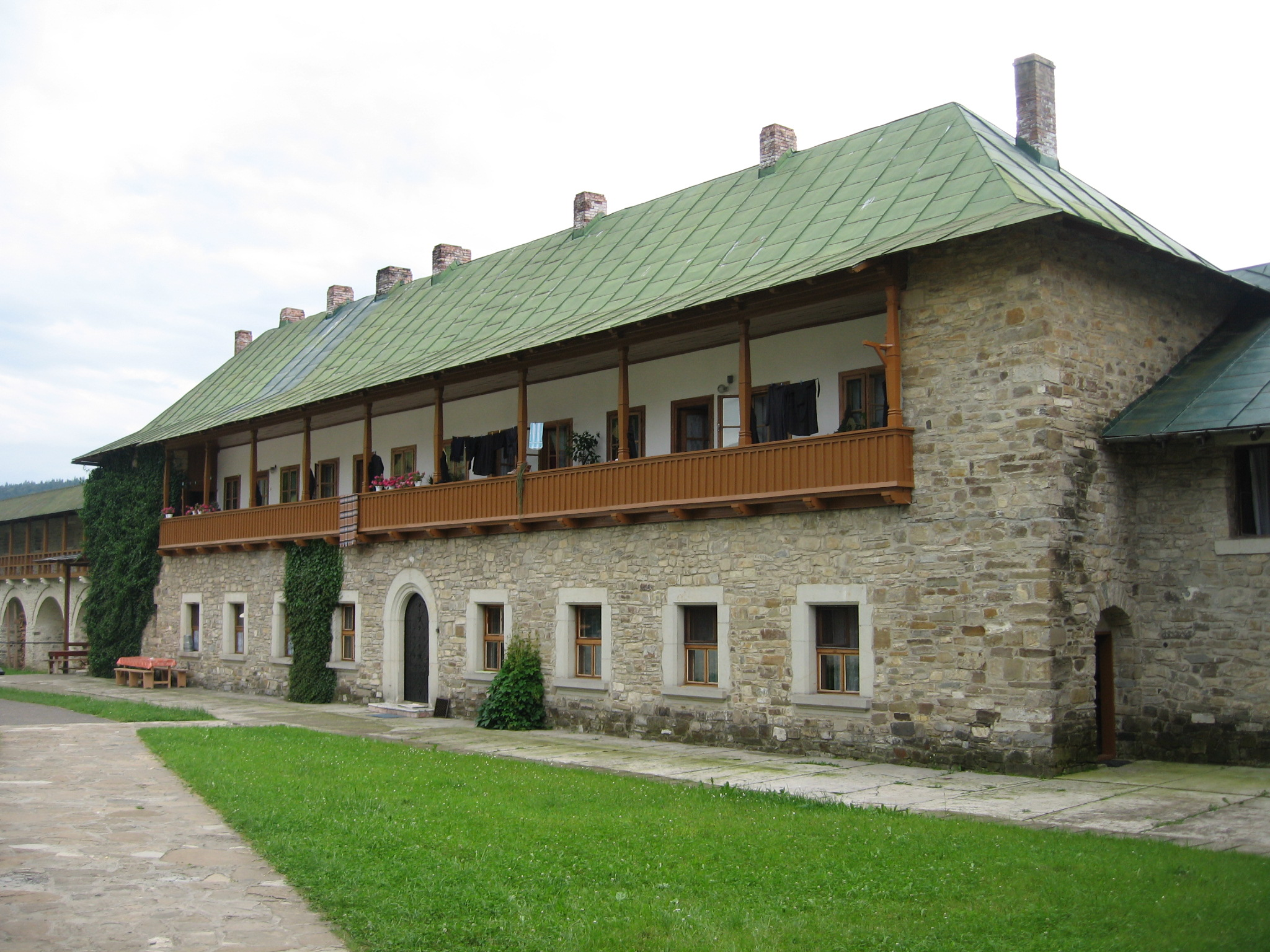
Corp de chilii pe latura sudică
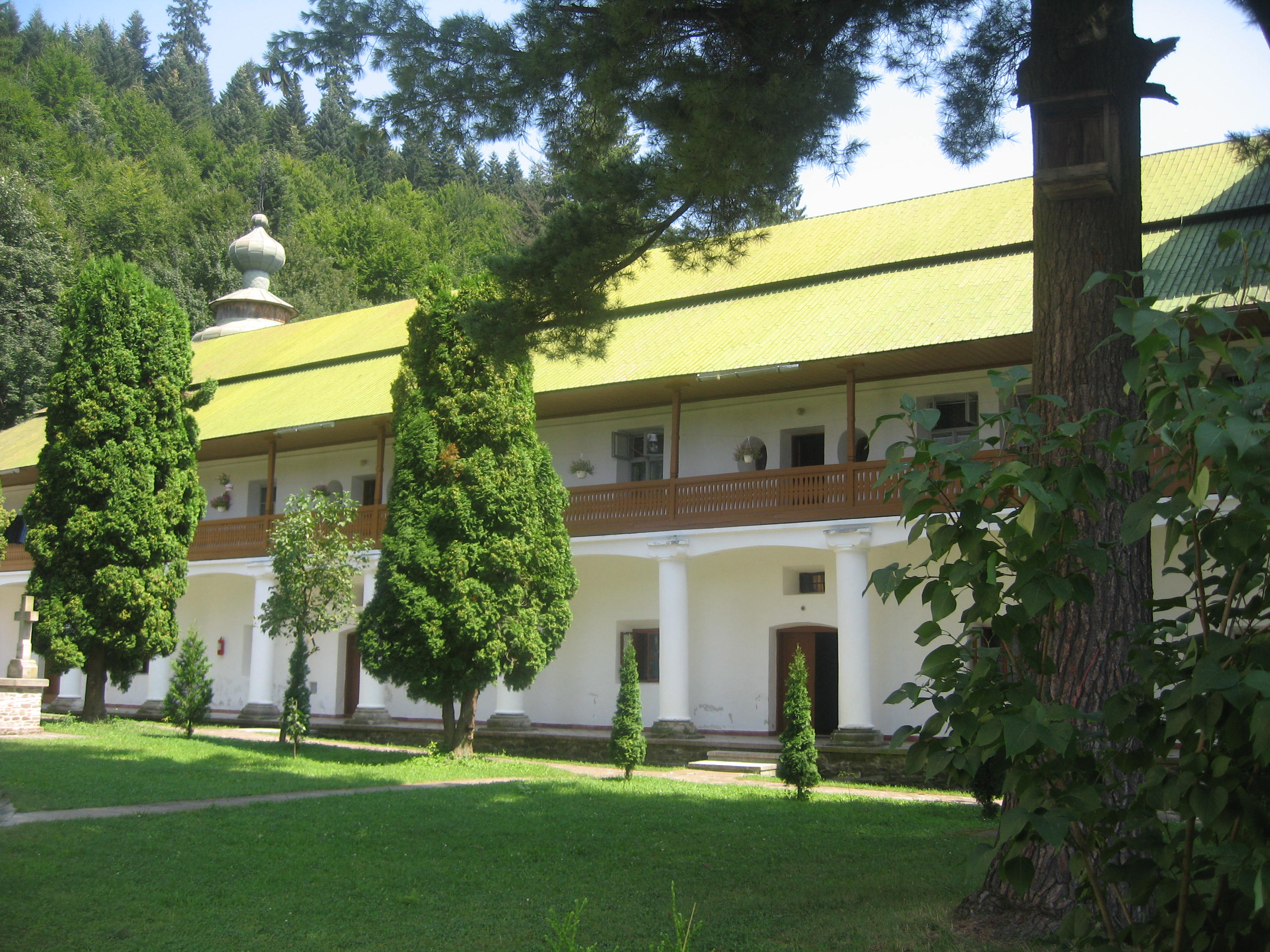
Corp de chilii pe latura estică